# ルイジアナ州

ルイジアナ州
State of Louisiana
État de Louisiane

州の愛称: ペリカンの州
Pelican State

ルイジアナ州（ルイジアナしゅう、英: State of Louisiana）は、アメリカ合衆国南部の州。アメリカ合衆国50州の中で陸地面積は第31位、人口は第25位である。州都はバトンルージュ市、最大の都市はニューオーリンズ市である。元フランス領であったが、1812年、アメリカ合衆国の州になった。民法には大陸法の影響が色濃く残っている。また州の下の行政区画として、他州で用いられるカウンティ（county、郡）のかわりにパリッシュ（parish、キリスト教の小教区を意味したが、現在は行政小教区 civil parishで、日本語ではカウンティ相当として「郡」と訳している）が用いられるのも、フランス植民地時代の影響である。パリッシュがカウンティ相当として使われるのはアメリカではルイジアナ州のみである。
州内幾つかの都市圏では多文化、多言語の遺産が残っており、18世紀に領域を支配したフランス（本国およびアカディア）やスペイン（ヌエバ・エスパーニャ）の混合文化に強く影響され、また先住民であるインディアンや、西アフリカから奴隷として連れてこられたアフリカ系アメリカ人の文化の影響も見られる。19世紀初めにアメリカ合衆国の領土となり、アングロサクソン系のアメリカ人が流入して州に昇格する前にアメリカ合衆国の他州とは幾分異なった文化が形成され、今日に繋がっている。
| 家庭で話される言語（ルイジアナ州） 2010 | 家庭で話される言語（ルイジアナ州） 2010 | 家庭で話される言語（ルイジアナ州） 2010 | 家庭で話される言語（ルイジアナ州） 2010 | 家庭で話される言語（ルイジアナ州） 2010 |
| --------------------------------------- | --------------------------------------- | --------------------------------------- | --------------------------------------- | --------------------------------------- |
|                                         |                                         |                                         |                                         |                                         |
| 英語                                    | 英語                                    |                                         | 91.26%                                  | 91.26%                                  |
| スペイン語                              | スペイン語                              |                                         | 3.30%                                   | 3.30%                                   |
| フランス語                              | フランス語                              |                                         | 2.79%                                   | 2.79%                                   |

| 人種構成（ルイジアナ州） 2010 | 人種構成（ルイジアナ州） 2010 | 人種構成（ルイジアナ州） 2010 | 人種構成（ルイジアナ州） 2010 | 人種構成（ルイジアナ州） 2010 |
| ----------------------------- | ----------------------------- | ----------------------------- | ----------------------------- | ----------------------------- |
|                               |                               |                               |                               |                               |
| 白人                          | 白人                          |                               | 60.3%                         | 60.3%                         |
| 黒人                          | 黒人                          |                               | 32.0%                         | 32.0%                         |
| ヒスパニック                  | ヒスパニック                  |                               | 4.2%                          | 4.2%                          |
| アジア系                      | アジア系                      |                               | 1.5%                          | 1.5%                          |
| インディアン                  | インディアン                  |                               | 0.7%                          | 0.7%                          |
| 混血                          | 混血                          |                               | 1.6%                          | 1.6%                          |

## 州名の由来
ルイジアナ(Louisiana)という地名は、フランス王ルイ14世（Louis XIV、在位：1643年〜1715年）に由来する。ロベール＝カブリエ・ド・ラ・サールが、ミシシッピ川の流れるこの領域をフランス領と宣言したときに、ラ・ルイジアーヌ（La Louisiane）と名付けた。フランス領ルイジアナはフランス植民地帝国の一部として、現在のモービル湾からカナダとの国境の北にまで延び、カナダ南西部の小部分を含んでいた。

## 歴史

### 前史時代
16世紀にヨーロッパ人がルイジアナ州となった地域に到着する以前、数千年前から先住民であるインディアンが住んでいた。現在のモンロー市に近いワトソン・ブレイク遺跡は、北アメリカでは最も初期にマウンドと呼ばれる塚が築かれた場所であり、アメリカ大陸で最古とされる複合的な構造物があった場所である。11のマウンドで構成されるこの遺跡は約5,400年前、紀元前3500年ごろに建設された。中古期のケイニーとフレンチマンズ・ベンド遺跡は5,600年ないし5,000年前のものと推定されており、狩猟採集を行っていた部族が季節を選んで州北部で組織化され、複合的な構造物を建設したことを示している。リンカーン郡のヘッジペス遺跡は少し新しく、5,200年ないし4,500年前のものと推定されている。
それから2,000年近く後、後古期で最大かつ最も良く知られた遺跡であるポヴァティ・ポイントが建設された。現在のエップス村がその近くで発展した。ポバティ・ポイント文化は紀元前1500年ごろにその頂点を迎えた可能性があり、北アメリカでは最初の複合構造物を造り、おそらくは最初の部族文化を創った。この文化は紀元前700年ごろまで続いた。
ポヴァティ・ポイント文化の後、チューラ期のチェフンクト文化とレイクコーモラント文化が続いた。これはウッドランド期のこの地方での姿だった。チェファンクト文化は、この地域で初めて大量の土器を生み出した。これらの文化は西暦200年ごろまで続いた。ウッドランド中期は南部と東部でマークスヴィル文化として、また北西部ではフーシュマリーン文化で始まった。マークスヴィル文化はアボイルズ郡のマークスヴィル前史インディアン遺跡からその名前が得られた。これらの文化はオハイオ州やイリノイ州のホープウェル文化と同時期のものであり、ホープウェルの交易網の中に入っていた。南西方向の人々との交流で弓と矢がもたらされた。この時代に最初の墳墓が建設された。世襲的政治と宗教の指導力を高めるために、儀式の中心として最初の壇状マウンドが建設されると、政治的な権力が統合され始めた。西暦400年までに南部ではベイタウン文化と共にウッドランド後期が始まったが、この地域の文化史に起きた変化の一つに過ぎなかった。人口が劇的に増加し、文化と政治の複雑さを増したという強力な証拠がある。コールズ・クリーク遺跡はウッドランド初期の墳墓の上に建てられており、特権階級が出現してその先祖を象徴的かつ物理的に崇めさせ、その権威を強調したとする学説がある。ルイジアナ地域でのミシシッピ期では、プラークミン文化とカドー・ミシシッピ文化が現れた。この時期は広範にトウモロコシ栽培が採用された時である。ミシシッピ州西部とルイジアナ州東部におけるミシシッピ川河谷下流域のプラークミン文化は、西暦1200年ごろに始まり、1400年ごろまで続いた。この文化の例としては、ルイジアナ州ウェストバトンルージュ郡のメドラ遺跡や、ミシシッピ州のエメラルド・マウンド、ウィンタービル遺跡、ホリーブラフ遺跡がある。
プラークミン文化はミズーリ州セントルイスに近いカホキア遺跡に象徴されるミシシッピ文化中期と同時代である。この文化に所属していた人々はナチェズ族やタエンザ族の先祖と考えられている。西暦1000年までに州北西部のフーシュ・マリン文化はカドー・ミシシッピ文化へと進化していた。カドー・ミシシッピ文化は、現在のオクラホマ州東部、アーカンソー州西部、テキサス州北東部、ルイジアナ州北西部など広い範囲に広がっていた。考古学調査によって、この文化は前史時代から現在まで途切れずに続いており、前史時代とヨーロッパ人による最初の接触時のカド族の直接先祖とカド語を話す人々、および現在オクラホマ州にいるカド族との繋がりは疑問の余地の無いものとされている。
現在ルイジアナ州の多くの地名、例えばアチャファライア、ナケテシュ、カドー、ホウマ、タンジパホア、アボイルは、様々なインディアン言語で使われていた単語の音訳である。

### ヨーロッパ人による探検と植民地化

ルイジアナ地域図

1528年にスペインのパンフィロ・デ・ナルバエスが率いた探検隊がミシシッピ川河口に到達した。1542年にはエルナンド・デ・ソトのスペイン探検隊が、ルイジアナの北部と西部を通り（カド族やトゥニカ族と遭遇した）、その後の1543年にはミシシッピ川を下ってメキシコ湾に達していた。しかしスペインはその後長い間この地域を放置したままだった。17世紀後半、フランス人とフランス系カナダ人の遠征隊が地域支配と宗教及び交易の目的を持ってミシシッピ川とメキシコ湾岸に拠点を築いた。
1682年、フランス領カナダから南下したフランス人ロベール＝カブリエ・ド・ラ・サールがこの地をルイ14世にちなんでルイジアナと命名した。1699年、カナダから来たフランス軍人ピエール・ル・モワン・ディベールヴィルが、最初の恒久的開拓地であるモーレパ砦を今日のミシシッピ州ビロクシ近くのオーシャンスプリングスに設立した。この時までに、ミシシッピ川河口にもラ・バリーズ（フランス語で航路目標の意）という小さな砦を建設していた。1721年には川を航行する船を導くために、木造の高さ62フィート (19 m) の灯台のような構造物を建設した。フランス領ルイジアナはミシシッピ川流域からカナダに至る広大な領域であるが、実際にはいくつかの交易拠点の網の目によって構成されていた。フランスの開拓地には2つの目的があった。すなわちスペイン領テキサスにおけるスペインとの交易を行うことと、ルイジアナへのスペインの進出を阻止することだった。オールド・サンアントニオ道路（スペイン語でエル・カミノ・レアル・デ・ロス・テハス、「テキサスの王道」）の北端にできた開拓地のナケテシュはすぐに河港および街道の交わる町として栄え、川沿いに広大な綿花王国が生まれた。農園主は大型のプランテーションを造り、成長する町には瀟洒な家を建設した。これはニューオーリンズなど他の町でも繰り返された。

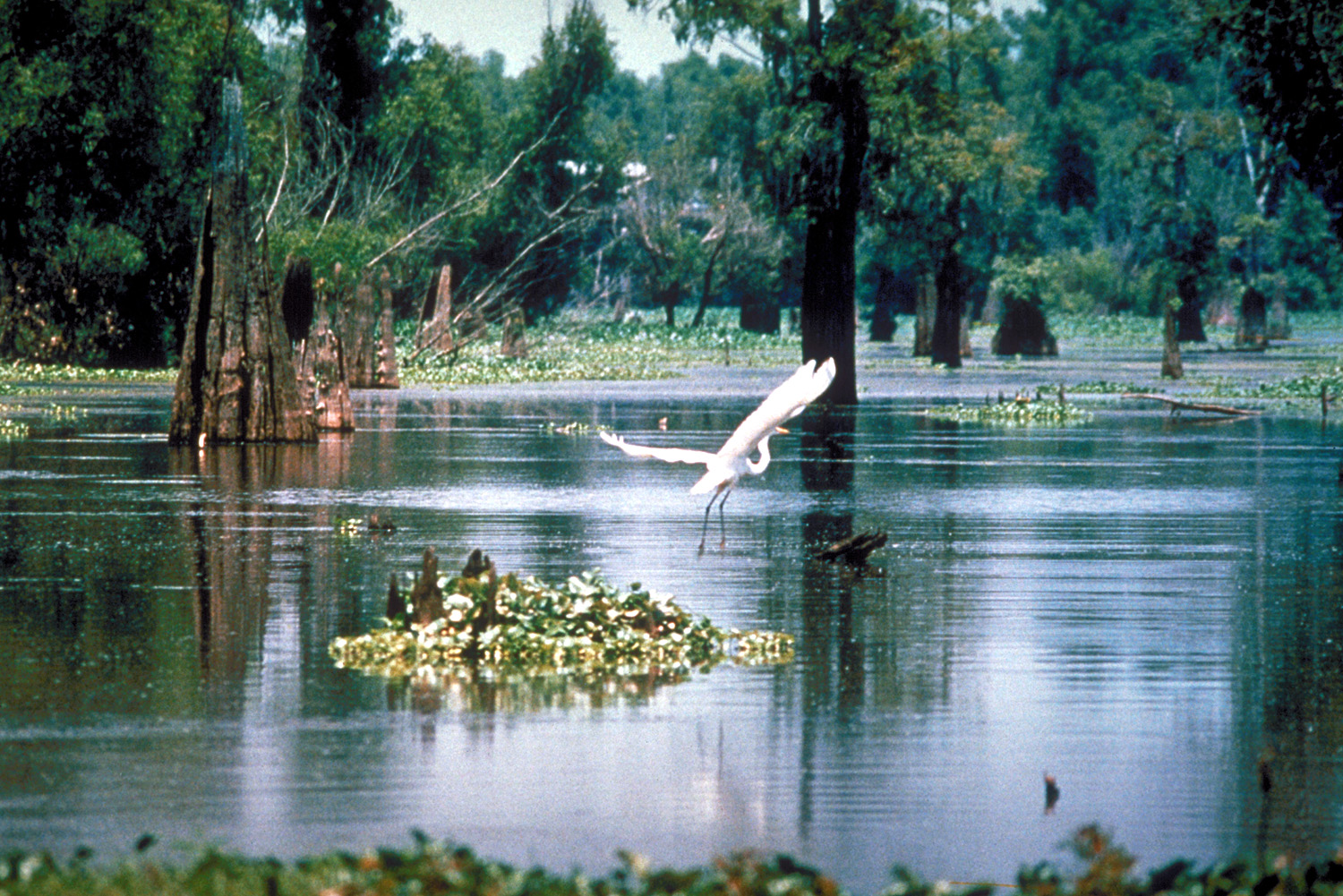
フランス系アカディア人は、ルイジアナ州南部の特にアチャファライア盆地など湿地に入植し、ケイジャンと呼ばれるようになった

ルイジアナのフランス開拓地からさらなる探検が行われ、ミシシッピ川やその主要支流沿いに、ルイジアナから北に、今日のセントルイス周辺のイリノイ・カントリーと呼ばれた地域にまで前身基地ができた。
当初はアラバマ州モービルとミシシッピ州ビロクシが植民地の首都として機能していた。フランスは交易面と軍事面でミシシッピ川の重要性を再認識し、1722年、フランス領ルイジアナの首府をニューオーリンズ市（フランス語でヌーヴェル・オルレアン、つまり新オルレアン）に移した。この時から約80年間、ニューオーリンズからフランスとスペインが交互に植民地帝国の支配を行った。1720年、ドイツ人移民が、今日ジャーマン・コーストと呼ばれるミシシッピ川沿いの地域に入植した。
北米ではフレンチ・インディアン戦争と呼ばれる七年戦争の結果、フランスはカナダ植民地と（ニューオリンズ付近を除く）ミシシッピ川以東の地をイギリスに割譲し、残りのニューオーリンズ市及びミシシッピ川以西も1762年のフォンテーヌブロー条約でスペインに譲渡された。なおカナダ東部沿海アカディア植民地（現ノヴァスコシア州、ニューブランズウィック州とプリンスエドワードアイランド州）のフランス系住民は、1765年に英国王に対する忠誠表明を拒んで強制追放され、ルイジアナ南西部の現在アケイディアナと呼ばれる地域に大挙して移住し、ルイジアナのフランス系人口を飛躍的に増大させた。これらアカディア人の子孫はケイジャンと呼ばれている。スペインはカトリック教徒の移民を得ようとしていたので、アカディアからの移民を歓迎した。スペイン領カナリア諸島からもイスレニョと呼ばれた島人が1778年から1783年の間に移住してきた。
スペインを支配したナポレオンは1800年のサンイルデフォンソ条約で、ルイジアナをスペインから取り戻したが、これはその後2年間秘密にされていた。1803年、ナポレオンは財政上の必要性などからアメリカ合衆国に売却した。ルイジアナは1762年から1800年までスペイン領だったが、この間行政官はスペイン人であったにもかかわらず新規のスペイン人入植者はほとんどなく、フランス系社会が存続した。つまりルイジアナ州はフランス系植民社会としての歴史を100年以上もっていたことになる。

### 奴隷制度の拡大
1709年、フランスの資本家アントワヌ・クロザーが、メキシコ湾からイリノイまで広がるフランス領ルイジアナの商業独占権を獲得した。イギリスの歴史家ヒュー・トーマスは「この利権で毎年アフリカから黒人という積荷を運んで来ることが可能になった」と記した。
1803年にフランスがルイジアナをアメリカ合衆国に売却すると、隣接するミシシッピ州に黒人奴隷を連れてくるのと同じくらい容易にルイジアナにも連れて来られるようになった。ただし、当時それは違法だった。19世紀初めのルイジアナの砂糖の生産量は少なく、比較的少数の奴隷がその生産に従事していたが、プランテーション所有者が奴隷を購入して無給で働かせたので、間もなく一大生産地になった。奴隷はアフリカからサウスカロライナ州に連れてこられ、その後にルイジアナへと売買された。アメリカ合衆国の新しい領土では奴隷制度を違法とする連邦法があり、下院議員ジェイムズ・ヒルハウスや論客のトマス・ペインがこの法を強制するよう要求したが、奴隷は少ないコストで大きな利益を生む資源だったので、ルイジアナに広まっていった。最後のスペイン知事は、「ルイジアナで奴隷制なしにやっていくのは事実上不可能であり」、奴隷を使うことで「繁栄と富に向かって大きな一歩を踏み出した」と記していた。

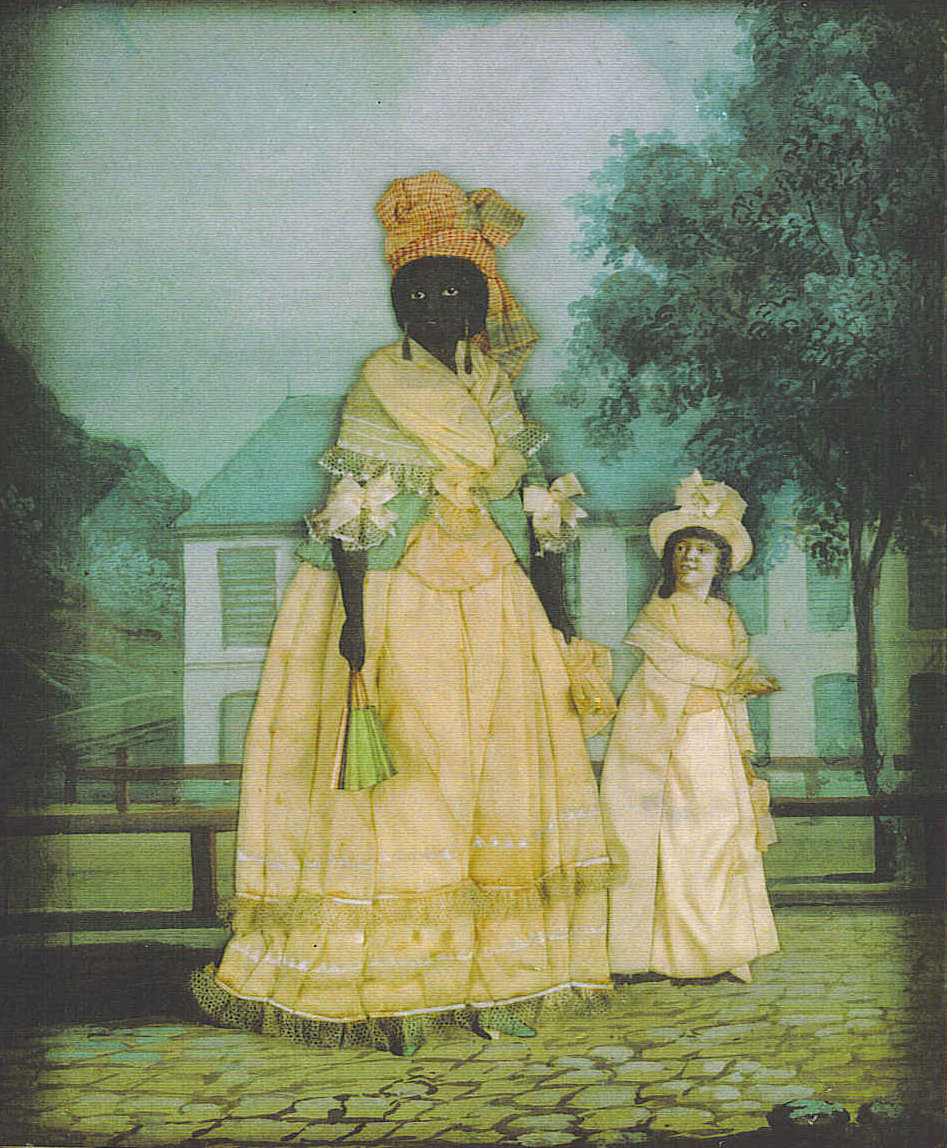
自由黒人女性と混血の娘、18世紀のコラージュ、ニューオーリンズ

ルイジアナ州初代知事のウィリアム・C・C・クレイボーンは、白人の自由労働者はここの不健康な気候では働かないので、奴隷の強制労働が必要だと語った。ヒュー・トーマスは、クレイボーンは人身売買を廃止する責務を負っていたにもかかわらずそれを実行することができなかったと記した。

### ハイチ移民とその影響
フランスのルイジアナ全権公使ピエール・クレマン・ド・ローサーは「サン＝ドマングがアンティル諸島の植民地の中で、その精神性と慣習が最もルイジアナに影響を与えたと記した（1718年）。
ルイジアナとその母体になったカリブ海の植民地は18世紀に親密な関係を築き、海洋貿易、資本と情報の交換、植民者の移住が盛んだった。その始まりからハイチ人はルイジアナの政治、市民、宗教、文化に大きな影響を与えた。植民地の役人は、島での反奴隷制度陰謀や蜂起に反応して、1763年、サン＝ドマングの奴隷の入国を禁じた。サン＝ドマングの反乱はアメリカ独立戦争とフランス革命の時代を通じて、ルイジアナの奴隷貿易と移民政策に影響を与え続けた。
1763年から1800年までルイジアナを統治したスペイン人も、これら2つの民主闘争を怖れた。治安攪乱と見なすものを抑圧し、その植民地を民主革命の広がりから孤立させるような無益な試みにおける破壊工作を禁じた。1790年5月、国王令によって、奴隷であろうと自由人であろうと西インド諸島からの黒人の入国を禁じた。その1年後、サン＝ドマングで世界史の中でも最初の奴隷による革命が成功し、ハイチの建国につながった。
サン＝ドマングの革命で、様々な人種の人々が大量に植民地を脱出した。フランス人は奴隷を連れて逃げた。自身が奴隷所有者でもあった自由有色人種も逃亡した。さらに1793年には主要都市であるカプ＝フランセ（現在のカパイシャン）の3分の2を焼き尽くす大火が発生し、1万人近い人々が永久に島を離れた。革命に続く時代には、外国の侵略や内乱があり、さらに多くの人々が逃亡した。多くの者は東のサントドミンゴ（現在のドミニカ共和国）、あるいはカリブ海の近くの島に移動した。白人であれ黒人であれ多くの人々は北アメリカの、特にニューヨーク、ボルティモア、フィラデルフィア、ノーフォーク、チャールストン、サバンナ、あるいはスペイン領フロリダに移動した。しかしルイジアナほどこれらの難民から影響を受けた土地は無かったといえる。

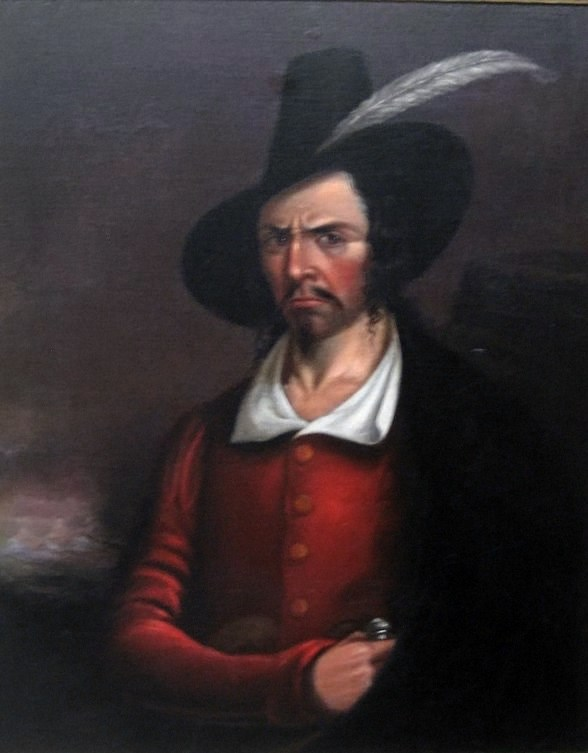
フランスの海賊ジャン・ラフィット、1782年ごろにポルトープランスで生まれ、ニューオーリンズで活躍した

1791年から1803年、1,300人の避難民がニューオーリンズに到着した。現地政府はその中に治安攪乱の意図を持った者がいないか心配した。1795年春、ポワントクーペで暴動がおき、農園主の家が焼かれた。これに続いてサン＝ドマングからの自由難民ルイ・ブノワが、「植民地を破壊した革命思想に染まっている」と告発され、追放された。暴動が起きたことで農園主のジョセフ・ポンタルバは「サン＝ドマングの惨事に注意し、革命の芽が我々の奴隷の間に広がらないよう」気をつけることになった。ポワントクーペとジャーマン・コーストでは不安定な状態が続き、1796年春には奴隷貿易を全的に停止する決断が下された。
1800年、ルイジアナの役人は奴隷貿易の再開について議論したが、サン＝ドマングの黒人は入国を禁じることで合意した。フランス領西インド諸島の黒人と白人の暴動にも注目し「我々のニグロの間に危険な思想を宣伝している」と言っていた。彼等の奴隷は5年前よりも横柄で、始末に負えず、言うことを聞かなくなっていると見ていた。
同年、スペインがルイジアナをフランスに戻し、農園主達は革命を恐れながら生活を続けた。1803年、サン＝ドマングに対する遠征の失敗が財政状態を悪化させ、軍事力を希薄にしたため、後に皇帝になったナポレオン・ボナパルトがアメリカ合衆国にルイジアナを売却した後、島で起こった事件の影響がより大きくルイジアナに影を落とすようになった。

### アメリカ合衆国によるルイジアナ買収
1783年、アメリカ合衆国がイギリスからの独立を勝ち取ったとき、アメリカ合衆国の懸案事項の1つはヨーロッパの強国がその西側国境に接していることであり、ミシシッピ川に無制限に渡航できるようにする必要性だった。アメリカ人開拓者が西に進むにつれて、アパラチア山脈が東に品物を運ぶときの障害になることが分かってきた。商品を運ぶ最も容易な方法は、平底船でオハイオ川からミシシッピ川をニューオーリンズ港まで運び、そこから大洋航行可能な船に積み替えることだった。このルートの問題点は、ナチェズより下流のミシシッピ川は両岸ともにスペインが所有していることだった。ルイジアナにおけるナポレオンの野望は、カリブ海の砂糖貿易を中心にして新しい帝国を造ることだった。1800年のアミアンの和約により、イギリスがフランスにマルティニーク島とグアドループ島の所有権を返還した。ナポレオンはルイジアナをこれら砂糖の島にとっての中継地点、またアメリカ開拓地に対する緩衝地帯と見なしていた。1801年10月、ナポレオンは重要なサントドミンゴ島を征服して奴隷制度を再導入するために大規模な軍隊を派遣した。サン＝ドマングでは奴隷革命の後の1792年から1793年に奴隷制度が廃止されていた。またフランス植民地では1794年に法と憲法で奴隷制度を廃止していた。
ナポレオンの義弟ルクレールが指揮したフランス軍が、サントドミンゴ市民で構成され奴隷制度再導入に反対する軍隊に敗れたとき、ナポレオンはルイジアナを売却することに決めた。

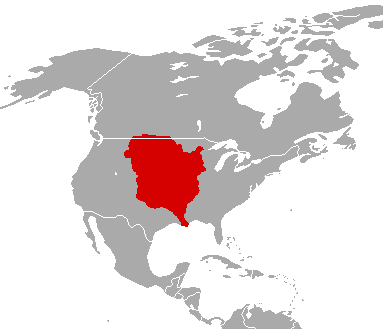
1800年のルイジアナ地図

第3代アメリカ合衆国大統領トーマス・ジェファーソンは、アメリカにフランスの植民地を再度樹立しようというナポレオンの計画に悩まされていた。ナポレオンがニューオーリンズを所有していれば、アメリカは通商に不可欠なミシシッピ川の出口をいつでも抑えられてしまうからである。ジェファーソンは、駐フランス全権公使のロバート・リビングストンにミシシッピ川東岸のニューオーリンズ市を購入し、アメリカの交易のためにミシシッピ川を自由に航行できるようにする交渉を行わせた。リビングストンは200万ドルまで支払う権限を与えられた。
スペインからフランスへのルイジアナ返還は公式には終わっておらず、スペインとのナポレオンの取引は、フロンティアでは秘密が保たれていなかった。しかし、1802年10月18日、ルイジアナの行政長官代行フアン・ベンチュラ・モラレスが、アメリカ合衆国からの全ての貨物についてニューオーリンズでの預託品の権利を取り消すというスペインの意図を公にした。この重要な港の閉鎖はアメリカ合衆国を怒らせ驚愕させた。西部での交易が事実上封鎖された。預託品権利の取り消しは、アメリカ人が法を濫用したこと、特に密貿易によって促進されたのであり、当時信じられたようにフランスの陰謀ではなかったというのが、歴史家の解釈である。ジェファーソン大統領はフランスとの戦争を要求する世論を無視し、ジェームズ・モンローをナポレオンへの特使として派遣し、ニューオーリンズ獲得を支援するように仕向けた。ジェファーソンは買収額の上限を1,000万ドルに上げることも認めた。
しかし1803年4月11日、フランスの外務大臣タレイランが、ニューオーリンズとその周辺地域のみならず、フランス領ルイジアナ全体の譲渡についてアメリカ合衆国が幾ら払う用意があるかを尋ねてきて、リビングストンを驚かせた。モンローとリビングストンは、ナポレオンが何時でもその申し出を撤回する可能性があること、ジェファーソン大統領の承認を得るためには数か月掛かる可能性があることで意見の一致を見たので、即座に交渉を開始すると決断した。4月30日、総面積828,000平方マイル (2,145,000 km2) のルイジアナ全土を、6,000万フラン（約1,500万米ドル）で購入する契約を行った。支払額の一部はフランスが既にアメリカ合衆国から借りていた負債で相殺されることとした。支払いはアメリカ合衆国の公債で行われ、ナポレオンはそれを額面価格でオランダのホープ・アンド・カンパニーに、また100ドルにつき87.5ドルの割引価格で、イギリスのベアリングス銀行に売却した。最終的にフランスがルイジアナの代償として受け取ったのは8,831,250米ドルに過ぎなかった。イギリスの銀行家アレクサンダー・ベアリングはパリでマルボワと会合し、アメリカ合衆国に行って公債を回収してイギリスに運び、現金にしてフランスに渡した。ナポレオンはこの金でイギリスに対する戦争を始めた。
ルイジアナ買収の報せがアメリカ合衆国に届くと、ジェファーソンは驚かされた。ニューオーリンズの買収に1,000万ドル遣うことを認めていたが、国土の広さを倍にするような領土を1,500万米ドルで購入するという条約が出来上がっていたからだった。ジェファーソンの政敵である連邦党は、ルイジアナ領土が価値の無いものであり、合衆国憲法では上院の承認無しに新しい領土を獲得したり条約の交渉をしたりすることは許されないと主張した。連邦党を悩ませていた真実のところは、ルイジアナ領土から新しい州ができることは避けられず、その場合には議会における西部と南部の勢力を強め、ニューイングランドを基盤にする連邦党の国政の場での影響力を削ぐことになるというものだった。ジェファーソン大統領は西方への拡大を熱心に支持しており、この条約にも確固たる支持を与えた。連邦党は反対したが、1803年10月20日、アメリカ合衆国上院はルイジアナ買収を批准した。
管轄権限移譲の式は1803年11月29日、ニューオーリンズで開催された。ルイジアナ領土はまだ正式にフランスに返還されていなかったので、まずスペインがその国旗を降ろし、フランスが国旗を掲揚した。翌日、アメリカ合衆国のジェイムズ・ウィルキンソン将軍がニューオーリンズの領有を受け入れた。1804年3月9日、セントルイスでも同じような儀式が行われた。川近くでスペイン国旗に替わってフランス国旗が揚げられた。翌日、アメリカ第1砲兵隊のエイモス・ストッダード大尉の率いる部隊が町を行軍し、砦の国旗掲揚台にアメリカ国旗を掲げた。ルイジアナ領土はメリウェザー・ルイスが代表として出席したアメリカ合衆国政府に公式に移管された。
ルイジアナ領土は1エーカー (4,000 m2) あたり3セント足らずで購入され、しかも戦争も無く、一人のアメリカ人の命も失われずにアメリカ合衆国国土を2倍にした。これはその後の領土拡大で土地を購入していく先例となり、最終的にはアメリカ合衆国が太平洋にまで到達する足がかりとなった。
1812年、アメリカ合衆国の州としてのルイジアナ州が成立し、1849年に州都がニューオーリンズ市からバトンルージュ市に移された。豊饒なルイジアナの大地に綿花と砂糖のプランテーションが形成され、非常に豊かな州となったが、1861年に勃発した南北戦争では南部連合に加盟して合衆国から脱退し、1862年には北軍に占領された。北軍占領中、州都はバトンルージュ市から戦略的に重要なニューオーリンズ市に置かれた。1868年、ルイジアナ州の合衆国への復帰が認められた。1901年には州内で石油が発見され、ルイジアナ州は一時重要な産油地帯となった。

## 地理

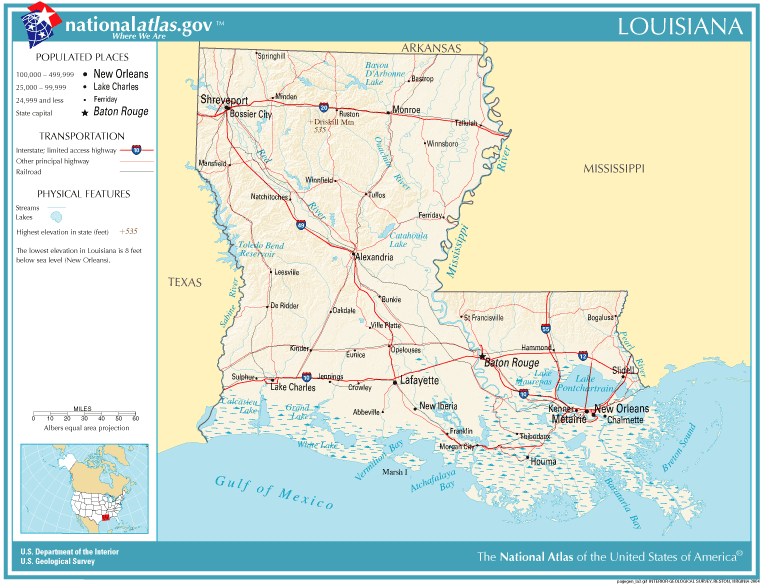
ルイジアナ州図

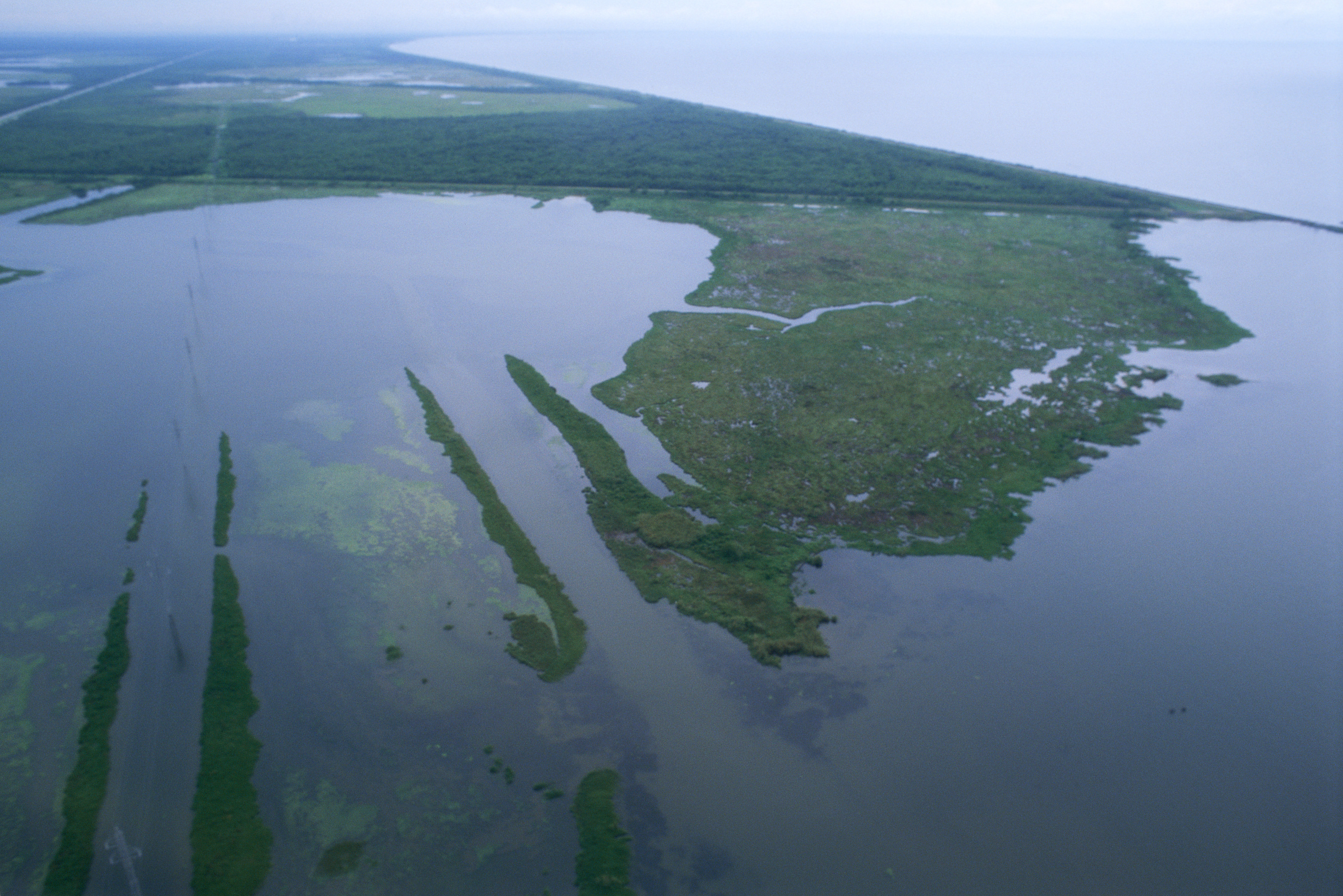
ルイジアナ湿地の航空写真

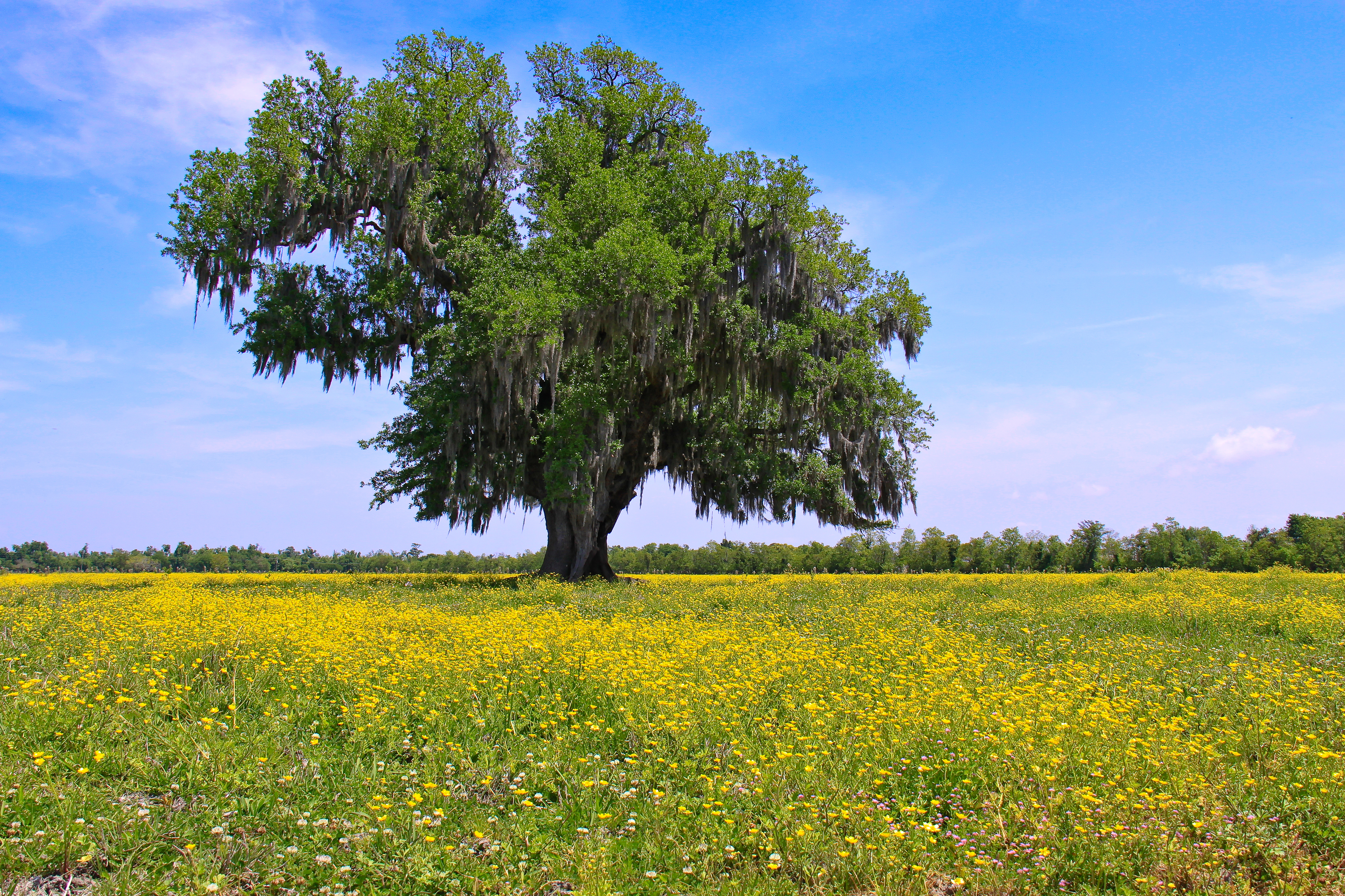
セントバーナード郡の黄色い野草の花畑

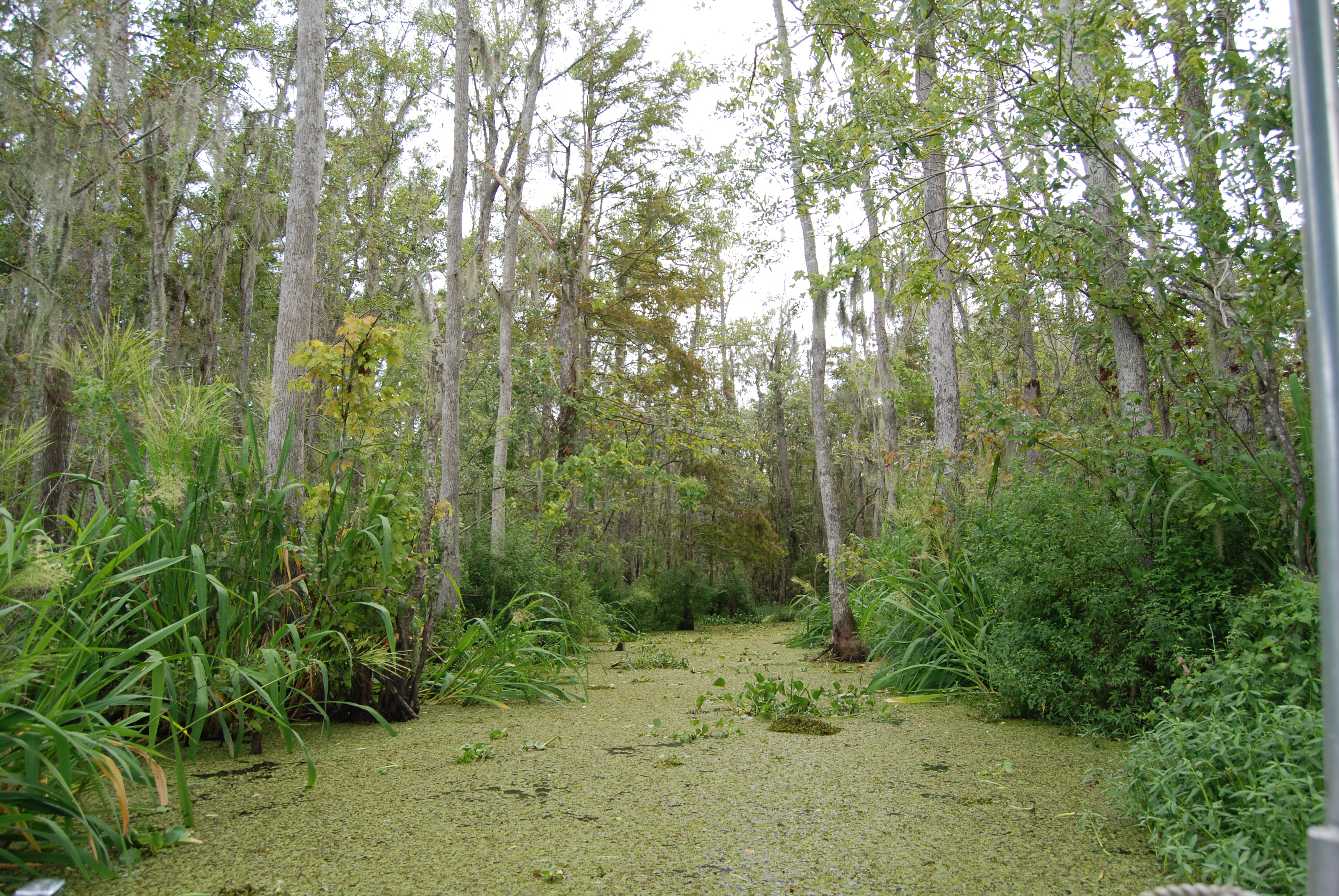
ハニー島湿地

### 地形
州全体がメキシコ湾大平原の一角を占め、州北部の東境は北米最大のミシシッピ川、対岸はミシシッピ州であるが、州の南部はミシシッピ川が貫通している。州の南はメキシコ湾に面し、西はテキサス州、北はアーカンソー州と接する。
州領域は北側の高台と海岸に沿った沖積平野に分けることができる。沖積平野には標高の低い沼地、海岸の湿地と海浜、および約20,000平方マイル (51,800 km2) の防波列島がある。この地域は基本的にメキシコ湾に沿っており、また総延長600マイル (1,000 km) のミシシッピ川が州内を南北に貫通してからメキシコ湾に注いでいる。その支流としてレッド川とワシタ川が主なものであり、それらに数多い小流が合流している（その多くはバイユーと呼ばれている）。ミシシッピ川に沿った沖積平野は幅が10ないし60マイル (15 – 100 km) あり、その他の川に沿った地域も幅が10マイル (15 km) ほどある。ミシシッピ川はレヴィー（levee。人工の堤防と同じ語である）と呼ばれる堆積物で形成された自然堤防に沿って流れ、川に向かう土地は平均して1マイルあたり3フィート (3 m/km) の傾斜が付いている。その他の水流に沿った土地も同様な形状にある。
州北部と北西部の標高が高い丘陵地は25,000平方マイル (64,750 km2) 以上の広さがある。ここは草原と森林地である。標高は川岸部や湿地で10フィート (3 m)、草原や沖積平野で50ないし60フィート (15 – 18 m) である。州内最高地点は標高535フィート (163 m) のドリスキル山である。
この地域の水流としては、西側州境をなすサビーン川、東側州境のパール川、カルカシュー川、マーメントー川、バーミリオン川、バイユー・テシュ、アチャファライア川、ビーフ川、バイユー・ラフォーシュ、コータブロー川、バイユー・ダルボン、メイコン川、テンソー川、エイミート川、チャファンクタ川、ティックフォー川、ナットルバニー川など無数にあり、船舶が航行できるものだけでもその延長は4,000マイル (6,400 km) ある。
メキシコ湾の大陸棚は、幅3マイル (5 km) が州の管轄の及ぶ範囲になっている。ただし、アメリカ合衆国の政治地理学の奇矯さから、隣接するテキサス州やフロリダ州は幅9マイル (14 km) の大陸棚を保有している。
州南部の海岸は、世界でも最大級の速度で消失を続けている地帯である。その原因として、人間が管理を誤ったことが大きなものになっている。昔は毎年春にミシシッピ川の水が溢れて堆積物を増やし、湿地を増やしていたので、土地は成長していたが、その土地が現在は減少している。これには幾つかの原因がある。人工の堤防が、沼地に新鮮な水と堆積物を運ぶはずの春の増水による氾濫を止めている。湿地では広い範囲で樹木が伐採され、運河や溝を通じて塩水が内陸まで運ばれるようになっている。石油・ガス産業のために掘られた運河も、嵐によって海水を内陸に運ぶようになっており、沼地や湿地に被害を与えている。さらに海面の上昇が問題を悪化させている。毎日球技場30面に相当する陸地が失われているという推計もある。ミシシッピ川からの自然の溢水を復活させるなど、人間による被害を減らして海岸地域を保護するための提案も多い。それらの救済策が打たれなければ、海岸の地域社会は消失し続けることになる。地域社会の消失とともに、より多くの人々が地域を離れるようになっている。海岸の湿地は経済的に重要な漁業も支えているので、湿地が失われることは漁業にも打撃となる。湿地を生息域とする魚以外の野生生物種にも悪影響があるが、ミシシッピ川の河口は広大な湿地や沼地の森林を支え続けることに疑いは無い。これらの問題がありながら、ルイジアナ州の海岸部には生態系を探索するための多くの美しい湿地や沼地が現在もあり、野生のアメリカアリゲーターを見たり、カッショクペリカンやダイサギの群れを見るための遊覧船がルイジアナ観光の目玉になっている。
ニューオーリンズ市郊外のポンチャートレイン湖には世界最長のポンチャートレイン湖コーズウェイ（全長38.4キロ）がかかっている。

### 地質
2億5,000万年前、南北アメリカは1つの超大陸パンゲア大陸の一部で、メキシコ湾は存在しなかった。パンゲアが分裂したときに大西洋とメキシコ湾が形成された。ルイジアナの大地は数百万年にわたって海から陸へ、北から南へとゆっくりと形成された。最古の岩盤はキサッチー国有林のような北部に露出している。その岩は古第三紀初期、およそ6,000万年前のものとされている。これらの岩盤の形成過程はスピアリングの『ルイジアナの地質史』で見ることができる。
州内で最も若い地層はマリングイン、テシュ、セントバーナード、ラフーシュ、現代のミシシッピ、そして今日のアチャファライアといったミシシッピ川の三角州であり、その形成は7,500年前から現在まで続いている。堆積物は北から南にミシシッピ川が運んできた。
北部の第三紀岩盤と、比較的新しい海岸部堆積層の間には、更新世テラスと呼ばれる広大なベルト地帯がある。その年代と分布は最終氷期の海面の上昇下降に関連づけられる。概して北部のテラスは川が長い年月を掛けて深い水路を刻んでおり、新しいテラスは比較的平坦なものになっている。
州内には岩塩ドームも見られる。その起源は浅い大洋の蒸発率が高かったメキシコ湾形成期にまで遡ることができる。州内には数百の岩塩ドームがあり、中でもタバスコの産地としても知られるエイヴァリー島が有名である。岩塩ドームは塩の採取源としてだけでなく、地下に石油やガスを封じ込めるものとしても重要である。さらに沖合い部はテキサス州沖合い部と並んで米国有数の油ガス田地帯になっている。
白亜紀の地層を第三紀と第三紀以降の堆積物が覆っている、州の多くの地形、湿地帯はミシシッピ川に依るところが大きく、元々海であった地域は河流を下ったシルトなどの堆積で陸になっている。そのような地域は標高が低く、標高50mに過ぎないウィークス・アイランドが「アイランド」と呼ばれるほど目立つ地形となる。

### 気候
ルイジアナ州は温暖湿潤気候（ケッペンの気候区分Cfa）にあり、アメリカ合衆国の南中部の州では最も典型的な湿潤温帯気候の様相を呈している。夏は長く、暑く、湿度が高い。冬は短く温暖である。これにはメキシコ湾の存在が大きく、州内の最も内陸の地点でもメキシコ湾から200マイル (320 km) に満たない。降水は年間を通じてあり、夏にやや多く、10月には少ない。南部では特に冬季に雨量が多い。夏は暑くて湿度が高く、6月半ばから9月半ばの最高気温は90°F (32 ℃) 以上となり、夜間の最低気温でも70°F (22 ℃) 以上である。夏の気温は南部よりも北部で高くなる傾向がある。湾岸近くでは100°F (38 ℃) に達することもあるが、95°F (35 ℃) が通常である。北部では105°F (41 ℃) 以上になることもある。
南部の冬季は概して温暖であり、ニューオーリンズ、バトンルージュ周辺、および湾岸の日中最高気温は66°F (19 ℃) である。北部ではやや冷涼で59°F (15 ℃) となる。夜間の最低気温は氷点まで下がることは少なく、湾岸で46°F (8 ℃)、北部で37°F (3 ℃) である。寒冷前線が通ったときは、北部では20°F (-8 ℃) 以下になることも多いが、南部では滅多に冷え込まない。降雪は湾岸地域では希であり、北部では年間1ないし3インチ (2.5 - 7.5 cm) の降雪があり、その頻度も北部に行くにつれて高くなる。過去最高気温は1936年8月10日にプレーンディーリングで記録された114°F (46 ℃)、過去最低気温は1899年2月13日にミンデンで記録された-16°F (-27 ℃) である。
ルイジアナ州は熱帯低気圧に影響されることが多く、特にニューオーリンズ周辺の低地は大型ハリケーンに襲われやすく、多くのバイユー、湿地、入り江がある独特の地形のために、ハリケーンによる浸水被害が大きくなる。また特に夏には雷雨が発生しやすい。年間平均60日以上雷雨が発生しており、これはフロリダ州に続いて高い数字である。竜巻も年間平均27個発生している。州全体が竜巻の被害を受けているが、州の最南部はやや頻度が少ない。南部では1月から3月に多く、北部では2月から3月に多い。

### ハリケーン
- 1856年8月10日、ハリケーン1号、上陸時カテゴリー4、ラストアイランドで上陸、長さ25マイル (40 km) の防波諸島が5つの島に分割され、200人以上が死亡した。
- 1957年6月、ハリケーン・オードリー、カテゴリー4、州南西部を襲いキャメロン市からグランドシェニエの範囲で60ないし80%の家屋と企業に損害を与え、4万人が家を失い、死者は300人以上になった。
- 1965年9月9日、ハリケーン・ベッツィ、上陸時カテゴリー3、被害総額が初めて10億ドルを超したハリケーンとなった。ニューオーリンズの被害が特に大きく、市内の約35%が浸水し、州全体での死者は76人に上った。
- 1969年8月、ハリケーン・カミーユ、カテゴリー5。高潮が23.4フィート (7.1 m) に及び、死者は250人となった。公式にはミシシッピ州に上陸して大きな被害を与えたが、ルイジアナ州でも影響が大きかった。ニューオーリンズは嵐の矛先を逃れたが、低地の大半が洪水に見舞われた。
- 1992年8月、ハリケーン・アンドリュー、上陸時カテゴリー3、州南中部を襲い、4人が死亡し、15万人近くの世帯が停電になった。農作物被害は数億ドル規模と推計された。
- 2002年10月3日、ハリケーン・リリー、上陸時カテゴリー1
- 2005年8月29日、ハリケーン・カトリーナ、上陸時カテゴリー3[29] が州南東部を襲い、ニューオーリンズの堤防を破壊し、市の80%が浸水した。大半の市民は脱出していたが、その多くは家屋を失った。市は実質的に10月まで閉鎖された。湾岸地域で200万人以上が避難し、ルイジアナ州だけで1,500人以上が死亡した。地方、州、および国の準備と対応が迅速でなく不適切だったという非難の声が上がった。この影響で多くの州民が国中に避難した。
- 2005年9月24日、ハリケーン・リタが上陸時カテゴリー3で州南西部を襲い、湾岸のキャメロン郡やレイクチャールズ市など多くの郡や町を洪水にした。ニューオーリンズ市の堤防に損傷を与え、市の一部にも洪水が及んだ。
- 2008年9月1日、ハリケーン・グスタフが州南東部、ココドリー近くで上陸した。8月31日にはカテゴリー3の強度を保っていたが、9月1日に上陸したときにはカテゴリー2、その後間もなくカテゴリー1となった[30]。「世紀のハリケーン」になるという予報もあり、3年前のハリケーン・カトリーナよりも強い可能性があったので、多くの市民がニューオーリンズから脱出したが[31]、それほどの強さにはならなかった。それでも多くの死者が出た[32]。9月1日の停電で約150万人に影響があった[33]。

### 保護地域
ルイジアナ州はその位置や地形の故に多様な生物が生息している。南西部平原のような重要な地域では生物種の98%以上が失われてきた。フロリダ郡部（州東部の北側地域）の松林低地も深刻な危険にさらされており、その原因は森林火災の予防と都市のスプロール現象が大きい。ルイジアナ州の生物多様性を保護するための適切に組織化された仕組みはまだ無い。そのような仕組みができるとすれば、フロリダ州が計画しているような緑の回廊で結ばれた生物多様性の中核地域を保護する仕組みで構成されることになる。
いずれにしても州内には、その程度は異なるものの人間の介入を防いでいる多くの地域がある。アメリカ合衆国国立公園局や国有林局の管轄する場所や地域に加えて、ルイジアナ州は州立公園、州立歴史史跡、1つの州立保存地域、1つの州有林、多くの野生生物管理地域を運営している。自然管理委員会も自然地域を所有し管理している。州内最大級の自然地域はキサッチー国有林である。面積は60万エーカー (2,400 km2) あり、その半分以上が重要な森林地帯で、多くの希少な植物や動物が生息しており、中にはルイジアナパインヘビやホオジロシマアカゲラが含まれる。ポンチャートレイン湖周辺のラクウショウ沼地保護地も大規模で重要な自然地域であり、南部湿地にはシラサギ、アリゲーター、チョウザメなどが生息している。州内に保護地域の体系を作ろうとすれば、少なくとも12の中核地域が必要とされる。これらは、南西部平原から東部のパール川氾濫原、北部のミシシッピ川沖積沼地にまで及ぶことになる。
ルイジアナ州自然景観河川体系では州内48の川、水流およびバイユーを保護している。これはルイジアナ州野生生物魚類保護省が管轄している。

#### 国立公園局
アメリカ合衆国国立公園局が管理、保護し、あるいは別の形で認知している歴史、および景観地域は以下の通りである。
- ケーン川国立歴史遺産地域、ナケテシュ市近く
- ケーン川クレオール国立歴史公園、ナケテシュ市近く
- ジャン・ラフィット国立歴史公園および保存地、ニューオーリンズに本部があり、セントバーナード郡、バラタリア（クラウンポイント）、およびアケイディアナ（ラファイエット）に支所がある。
- ポヴァティポイント国立保護区、エップス
- セイリーン・バイユー、州北部のウィン郡近く、国立野生景観河川に指定

#### 国有林局
- キサッチー国有林：州内唯一の国有林で、州中部と北部に60万エーカー (2,400 km2) の領域があり、低森林地（Flatwoods）とダイオウマツの林がある

#### 州立公園とレクリエーション地域
ルイジアナ州は22の州立公園、17の州立歴史史跡、および1つの州立保存地域を運営している。

## 人口動態

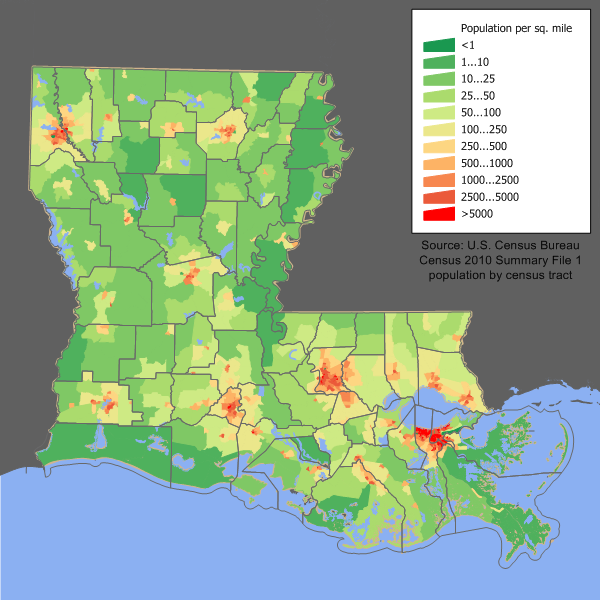
人口密度図

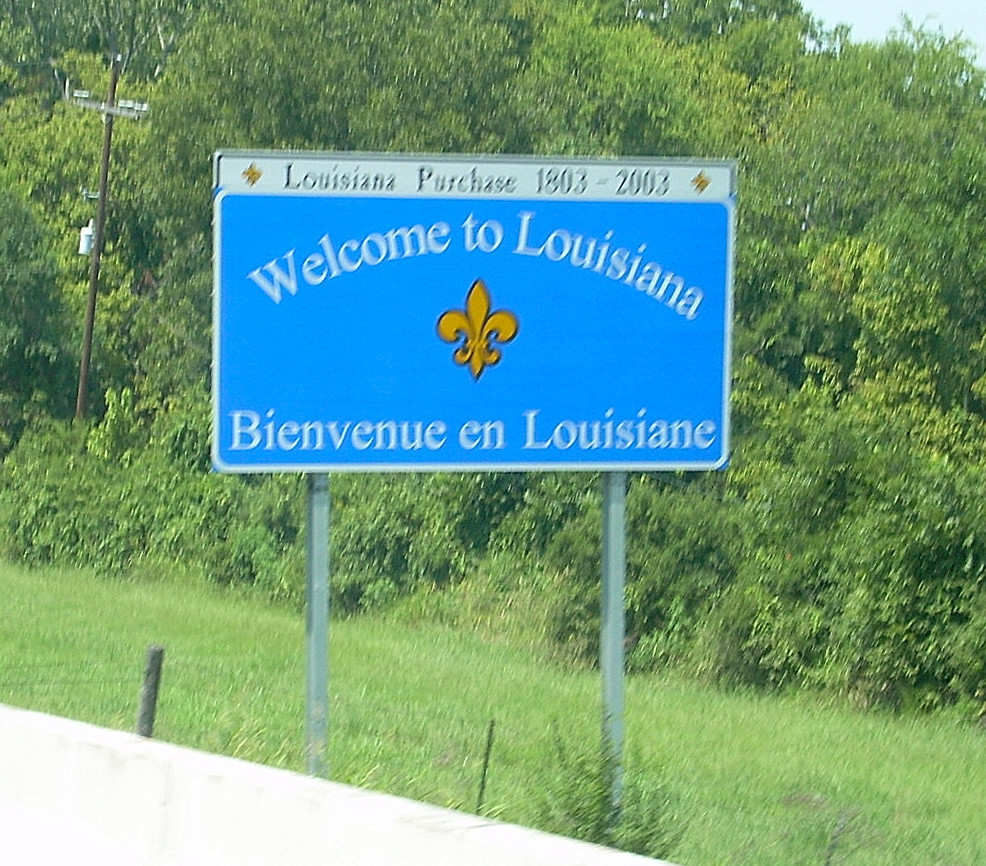
フランスの文化的遺産をうかがわせる二か国語による歓迎看板

2020年国勢調査時点のルイジアナ州の人口は4,657,757人であり、2010年国勢調査より2.74%増加していた。人口密度は41.2人/km2である。2000年以降、大型のハリケーンに何度も襲われたために、他州に比べて人口が伸び悩む傾向にある。
ルイジアナ州の人口重心はニューローズの町がある、ポイントクーピー郡となっている。
2000年国勢調査によれば、5歳以上の州民のうち90.8%は家庭で英語のみを話し（英語を話す者は99%）、フランス語またはケイジャン・フランス語を話す者の比率は4.7%、スペイン語を話す者の比率は2.5%となっていた。その他にベトナム語0.6%、ドイツ語0.2%が話されている。州法では特定状況で英語とフランス語を使うことを認めているが、州憲法に公用語の規程は無い。州政府の「事実上管理言語」は英語とフランス語である。
州の南部で一部の住民が話すフランス語はケイジャン (Cajun) フレンチと呼ばれ、カナダ東部の沿海州で話されるフランス語アカディア方言に由来するものである。その理由は1755年七年戦争（フレンチ・インディアン戦争）中、アカディアのフランス系住民が英国に対する忠誠を拒んで強制追放され、多くのアカディア方言話者がフランス領ルイジアナに移住してきたためである。アカディア方言はフランス南部のアンジュー・ポワティエ方言に由来し、古い言い回しも残っているため、標準フランス語とは相当な違いがある。その他にルイジアナ・クレオール・フランス語もある。英語にも2つの方言がある。ケイジャン英語はフランス語の影響を受けた英語方言である。ヤットとも呼ばれ、ニューヨーク市訛り、特にブルックリンのそれに似ている。どちらの地域もアイルランド系とイタリア系移民の影響を受けている。ただし、ヤットはフランス語やスペイン語の影響も受けている。
1812年にルイジアナがアメリカ合衆国の州となった当時は、フランス語話者が多数派を占めていた。ルイジアナ州の最初の憲法の原文は、フランス語で書かれた（英語に翻訳され、英仏両語がともに正文とされた）。しかし、19世紀後半には、英語話者の方が多数派かつ政治的に優位となった。近年、ルイジアナ州におけるフランス語話者は減少気味だが、1960年代以来フランス語とフランス文化を保存する努力がなされ、学校でも教えられている。
コロニアル・フランス語はフランス植民地時代に話されていた言語であり、主に白人開拓者が話していた。黒人クレオールはルイジアナ・クレオール語を話した。ケイジャン・フランス語はアカディア人が1710年から1763年の間に移ってきた後で導入された。ケイジャンとその文化は即座に現れたわけではなかったが、元々のアカディア文化が土地の文化の影響を受けて緩りと変化してきた。

### 人種及び祖先
- 62.6% 白人（非ヒスパニックは60.3%）
- 32.0% 黒人およびアフリカ系アメリカ人
- 4.2% ヒスパニック（重複あり）
- 1.5% アジア系
- 0.7% インディアン
- 1.6% 混血[42]

州内で申告された祖先による構成比は、黒人 (32.0%)、フランス系/フランス系カナダ人 (15.1%)、ドイツ系 (8.7%)、アイルランド系 (8.1%)、イギリス人系 (6.7%)の順になっている。

### 宗教
他の州と同じく、ルイジアナ州は多くがプロテスタントであるが、ケイジャン移民の多い州南部にはカトリック系人口が多く、南部の他の州とは異なっている。現在ルイジアナ州の住民の宗教的分布は以下の通りである。
　
- キリスト教 — 90%
  - プロテスタント — 60%
    - バプテスト — 38%
    - メソジスト — 4%
    - ペンテコステ運動 — 2%
    - 他のプロテスタント – 16%

  - ローマ・カトリック — 30%
  - 他のキリスト教 — 1%
- 他の宗教 — <1%
- 無宗教 — 10%

## インディアン部族

トゥニカ・ビロクシー族インディアン保留地はこのアボイルズ郡の中央部にある。アボイルズはアヴォーイェル族から採られた地名。

チティマチャ族インディアン保留地は、セントメアリー郡にある。彼らの保留地はわずか1㎢で、現在再拡充要求中である

チョクトー族ジーナ・バンド・インディアン保留地は、カタフーラ郡の一角にある

コウシャッタ族インディアン保留地は、アレン郡にある

ホウマ族の部族国旗

ルイジアナ州ではアコラピッサ族、アダイ族、アラバマ族、アパラチー族、アタカパン族、アヴォーイェル族、バヨゴウラ族、ビロクシー族、カドー族、チャトト族、チャワシャ族、チティマチャ族、チョクトー族、ドウスティオニ族、ホウマ族、コアサチ族、コロア族、ムグラシャ族、ムスコギー族、ナチェス族、アボージェル族、ナッチトーチェ部族連合（オウアチタ族、ソウチティオニ族、ヤタシ族）、オフォ族、オケロウサ族、オペロウサ族、パスカゴウラ族、クアポー族、クィニピッサ族、タエンサ族、タンジパホア族、タワサ族、ワシャ族といったインディアン部族が19世紀まで各地に定住し、内陸では農耕、沿岸部では漁猟を生業としてきた。
古くからこの肥沃な土地は白人入植者の格好の農地となり、数多くのインディアン部族が虐殺され壊滅させられた。さらに1830年にアンドリュー・ジャクソン大統領によって「インディアン移住法」が制定されると、ほとんどのインディアン部族はオクラホマ州へ強制移住させられていった。
強制移住を拒否し、この地に残った多くのインディアン部族が「絶滅部族」とされ、アメリカ合衆国から公式認定を打ち切られたまま今日まで至っている。アメリカ合衆国内務省から公認され、保留地（Reservation）を領有している部族は4つ。チョクトー族ジーナ・バンドは、1995年に合衆国から再公認され、「復活」した。
沿岸部の部族では伝統的な漁猟のほか、エビの養殖、米の農作も行われている。沿岸部のバイユー地域の「ポワント・オー・シェン族」などのインディアン共同体では、近年ハリケーン被害が甚大である。水没した集落の復旧予算は、合衆国認定を受けていない部族にとっては州政府に頼らざるを得ず、2008年秋のハリケーン被害では、予算が足りずに募金を呼びかける有様となっている。
ルイジアナ州政府は10の部族を「州立部族」として認定しているが、多数の部族がより強い自治権を保証される合衆国認定を引き続き要求中である。
| ≪アメリカ合衆国政府が公式認定している部族・保留地≫ - 「トゥニカ・ビロクシー族・ルイジアナ」 - 「コウシャッタ族」 - 「チティマチャ族」 - 「チョクトー族・ジーナ・バンド」 - 「インディアン郡区保留地」 | ≪アメリカ合衆国は公認していないが、州政府が公認している部族≫ - 「アダイス・カドー族」 - 「ビロクシ・チティマチャ族連邦（ホウマ族連合）」 - 「バイユー・ラフォーシュ・バンド」 - 「グランドケイロー・デュラック・バンド」 - 「イスレデ・フアンカルロス・バンド」 - 「クリフトン・チョクトー族」 - 「チョクトー・アパッチ族」 - 「チェロキー族・四つの風のバンド」 - 「ポワント・オー・シエン族」 - 「ホウマ族」 | ≪アメリカ合衆国政府も州政府も公式認定していない部族・団体≫ - 「アパラチー族」 - 「アパラチー族・タリマリ・バンド」 - 「アタカパ・イシャク族」 - 「アボージェル族（オクラ・タサンヌック族）」 - 「アボージェル・カスカスキア族」 - 「アボージェル・タエンサ族」 - 「チャータ族」 - 「ルイジアナ最初の真実のアメリカ先住民部族」 - 「オハイオ・ショーニー族・キスポコ・バンド」 - 「チョクトー族・亀の氏族」 |

### インディアン・カジノ
同州で現在営業されている「インディアン・カジノ」は3軒。すべて合衆国政府から公認された部族による。ルイジアナ・コウシャッタ族のカジノ開設に関連しては、大物ブローカーのジャック・エイブラモフが暗躍し、2006年にエイブラモフによる多額の横領が発覚して、国家スキャンダルとなった。
| - 「チティマチャ族」 - 「サイプレス・バイユー・カジノ」 | - 「コウシャッタ族」 - 「コウシャッタ・カジノ・リゾート」 | - 「トゥニカ・ビロクシ族」 - 「パラゴン・カジノ・リゾート」 |

## 文化・芸術・音楽

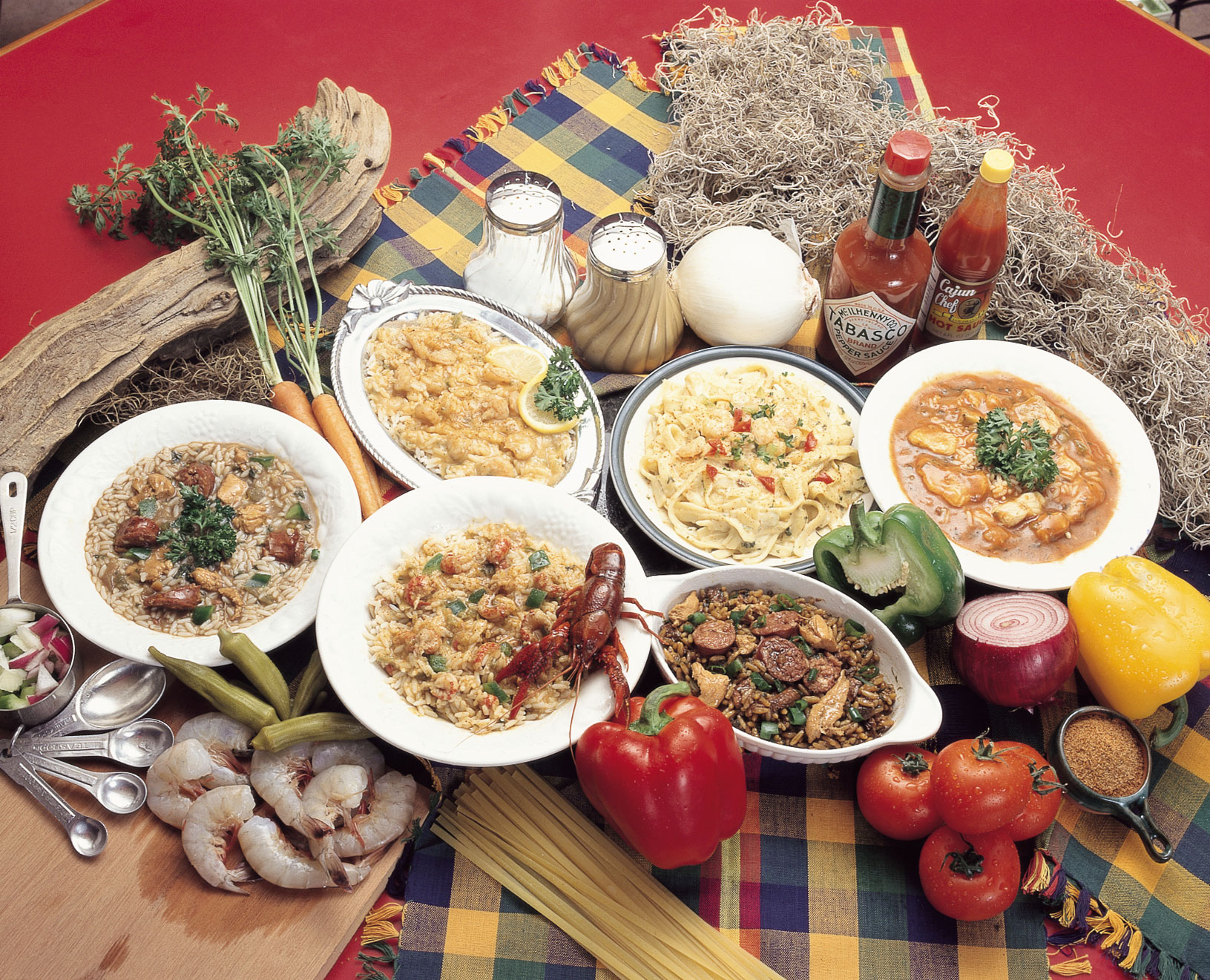
ルイジアナ・クレオール料理の典型的なメニュー

クレオール文化は、フランス、スペイン、アフリカおよび先住民文化から色々な要素を取り入れた融合文化である。クレオール文化は白人クレオールと黒人クレオール両方に属している。当初クレオールという言葉はフランスまたはスペイン人の子孫で、現地で生まれた白人を指していた。それが後には白人男性が黒人女性と関係を持った結果の子孫も指すようになり、その多くは教育を受けた自由人だった。裕福な白人男性の多くは、婚姻とは別に有色人種の女性と半恒久的な愛人関係を持ち、「プラセ」として養った。女性が愛人になったときに奴隷だったのであればその解放を手配し、プラセとの間に生まれた子供達も自由人とした。
クレオールはニューオーリンズ地域との関連が強くなり、独特の慣習ができた。富裕な農園主の大半は町と自分のプランテーションに家を持っていた。クレオールとは、アフリカ系フランス人を意味する「ハイチアン」から派生した黒人とフランス人の混血であるという民間の考え方がある。ハイチ革命の後でハイチから多くの移民がニューオーリンズに来た。黒人クレオールはクレオールの1つのタイプであるが、それが唯一のタイプではなく、クレオール本来の意味でもない。ルイジアナ南部に入植した集団のそれぞれの文化全てが混ざり合って、一つの「ニューオーリンズ」文化を形成した。これら集団の創造的な文化の組み合わせが、先住インディアンの文化と交わって「クレオール」文化と呼ばれた。20世紀に入るまで、ケイジャン文化と共に、ルイジアナの社会、経済および政治を支配する文化の1つであり続けた。
ケイジャンは、フランス中西部からアカディアと呼ばれたカナダのニューブランズウィックやノバスコシアに移住した人々の子孫だった。フレンチ・インディアン戦争にイギリスが勝利したとき、アカディア人は昔から政治的に中立を宣言していたので、イギリスは強制的にアカディア人の家族を引き離し、追放した。捕虜になったアカディア人の大半は10年ないし30年間もイギリスやニューイングランド植民地にあった強制収容所に収監されていた。イギリスの手を逃れた者の多くはフランス領カナダに留まっていた。イギリスで釈放された者の多くは様々な場所に散り、ある者はフランスに、またカナダ、メキシコ、あるいはフォークランド諸島に向かった。多くの者はルイジアナ南部、ラファイエットやラフォーシュ郡を中心とする地域に逃避地を見いだした。1970年代まで、ケイジャンは下層階級市民と考えられることが多く、幾らか侮蔑的に使われていた。石油・ガスのブームが訪れると、ケイジャン文化、料理、音楽および「人生の謳歌」という生活様式が、国際的に急速に認知されるものとなった。
ケイジャン移民の影響を強く受けたルイジアナ州の文化は、他の南部州に比べるとユニークな点が数多い。ケイジャン語もその一つであるが、もっとも有名なのはケイジャン料理であろう。ケイジャン移民が持ち込んだアカディア・フランス料理を基礎として、インディアンの料理、西アフリカからの黒人奴隷の料理やサン・ドマングからの移民が持ち込んだクレオール料理の流れをくむケイジャン料理はアメリカ有数のものである。代表的なものに魚介類や鶏肉、アンドゥイユ・ソーセージ（andouille）などの入ったガンボと呼ばれるスープやジャンバラヤ、魚に辛いスパイスをまぶして焼いたブラックンドフィッシュ、米を加えたソーセージのブーダン、フランス風のドーナツであるベニエなどがある。一方で都市部ではクレオール料理が発展し、ケイジャン料理と相互に影響を与えあった。
また、ケイジャン移民が持ちこんだケイジャン音楽やケイジャンダンス（フェイドードーなど）はアメリカの他の地域には見られない、非常にユニークなものである。
3つめの特徴ある文化として、1770年代半ば、ルイジアナがスペイン領であった初期に、スペイン領カナリア諸島から移住してきた者達の子孫、イスレニョと呼ばれる人々の文化がある。彼等は当初4つの開拓地に入ったが、その多くは現在のセントバーナード郡に移転したので、イスレニョの多くが現在もここに集中している。フィエスタとよばれる毎年開催されている祭がイスレニョの歴史的遺産を祝っている。セントバーナード郡にはイスレニョ博物館、墓地、教会があり、多くの通りはスペイン語やスペイン人の名前を冠している。イスレニョのアイデンティティは、セントバーナード郡では活発な文化要素になっている。その住人には今でもスペイン語を話す者がおり、カナリア諸島独特のアクセントを保持している。イスレニョのクラブや組織があり、その会員の多くはカナリア諸島との接触を保ち続けている。
また、ニューオーリンズは、ジャズ発祥の地としてよく知られている。ディキシーランド・ジャズやブルース、カントリー、ロックなどのさまざまな音楽の発信地でもある。アラン・トゥーサンやミーターズ、リー・ドーシー、ドクター・ジョンらのニューオーリンズR&Bは、世界の音楽ファンに親しまれている。また、フィル・フィリップスやクッキー・アンド・ザ・カップケイクスは、レイク・チャールズ周辺の出身である。

## 行政区分
ルイジアナ州は以前フランスの植民地であったことで、行政区分は伝統的に行政教区（英語: Civil parish）を使っている。ウィキペディア日本語版では他州との釣り合いで「郡」と訳していて、全部で41郡がある。

### 重要な都市及び町
以下、特に断りの無い限り、人口の数値は全て2020年国勢調査時点のものである。
都市圏人口1,000,000人以上
- ニューオーリンズ・メテリー（都市圏1,271,845人、広域都市圏1,506,610人）
  - ハモンド（都市圏133,157人、上記広域都市圏内）
  - ボガルーサ（小都市圏45,463人、上記広域都市圏内）

都市圏人口500,000-999,999人
- バトンルージュ（都市圏870,569人）

都市圏人口300,000-499,999人
- ラファイエット（都市圏478,384人、広域都市圏610,330人）
  - オペルーサス（小都市圏82,540人、上記広域都市圏内）
  - モーガンシティ（小都市圏49,406人、上記広域都市圏内）
- シュリーブポート・ボージャーシティ（都市圏393,406人、広域都市圏430,373人）
  - ミンデン（小都市圏36,967人、上記広域都市圏内）

都市圏人口100,000-299,999人
- レイクチャールズ（都市圏222,402人、広域都市圏254,652人）
  - ジェニングス（小都市圏32,250人、上記広域都市圏内）
- ホウマ・ティボドー（都市圏207,137人）
- モンロー（都市圏207,104人、広域都市圏255,500人）
  - ラストン（小都市圏48,396人、上記広域都市圏内）
- アレクサンドリア（都市圏152,192人）

都市圏人口99,999人以下
- デリッダー（小都市圏36,549人、広域都市圏85,299人）
  - フォートポークサウス（小都市圏48,750人、上記広域都市圏内）
- ナケテシュ（小都市圏37,515人）

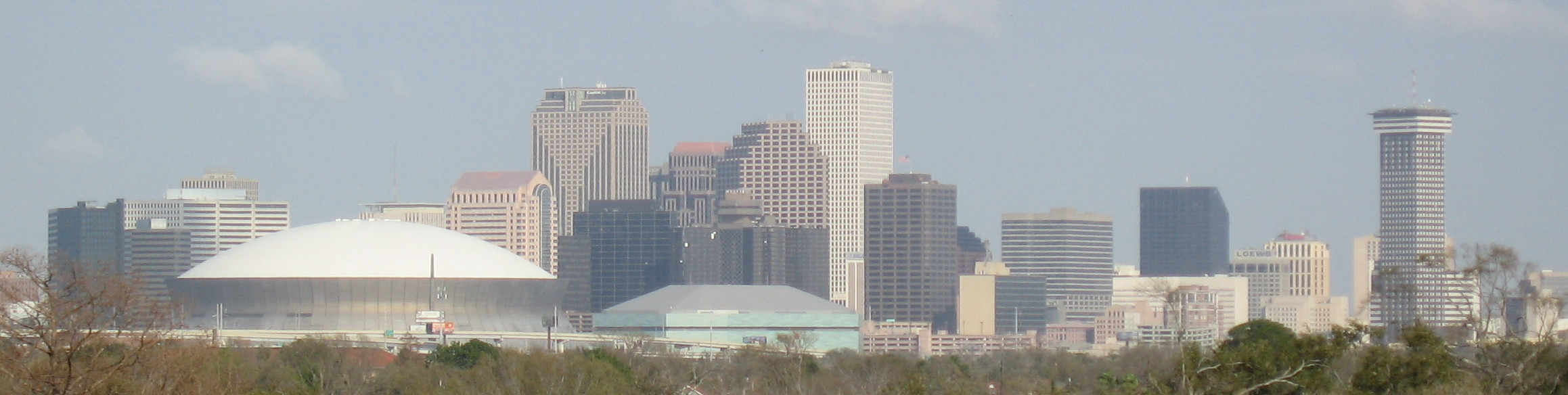
ニューオーリンズ 人口383,997人
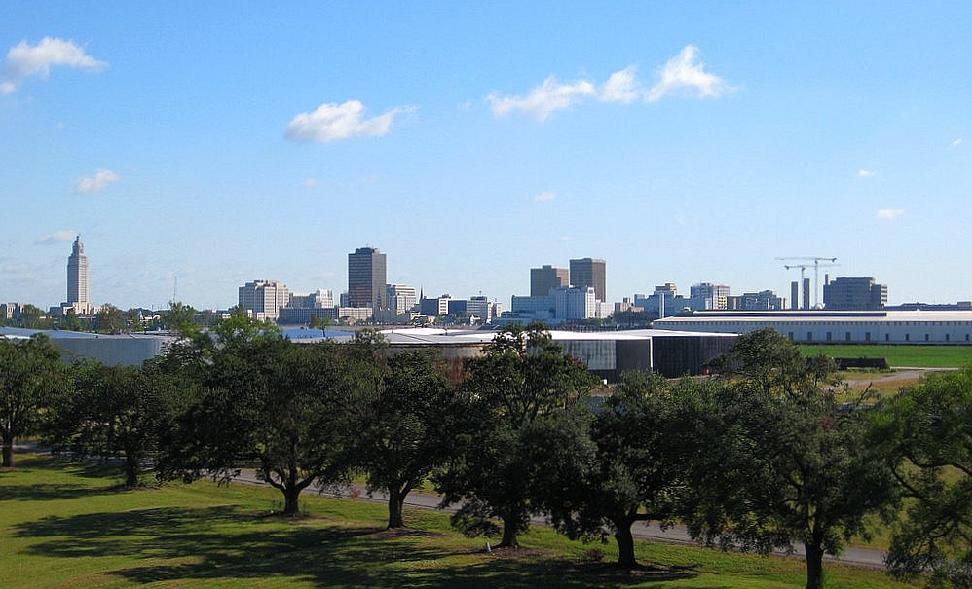
バトンルージュ 人口227,470人
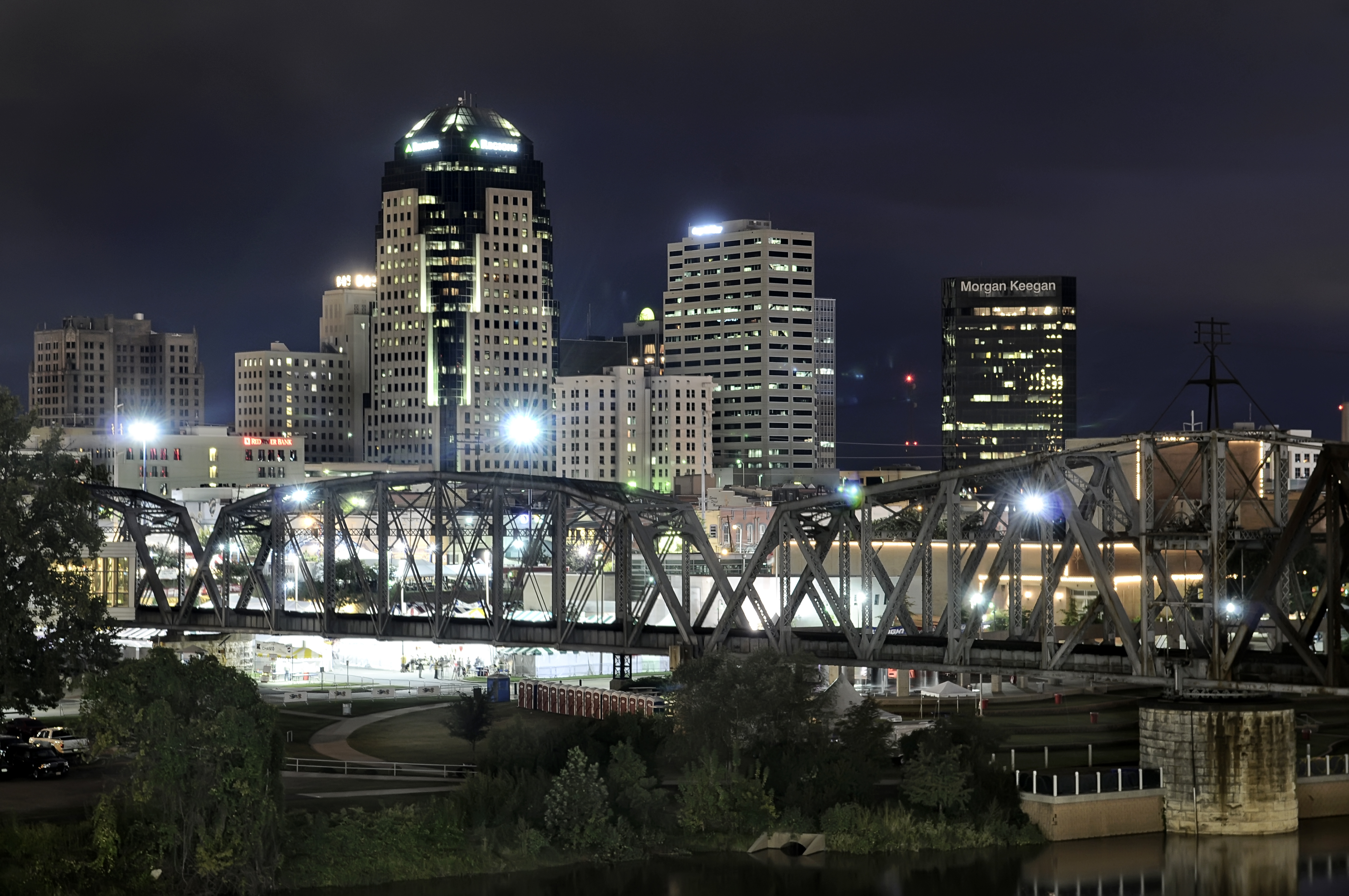
シュリーブポート 人口187,593人
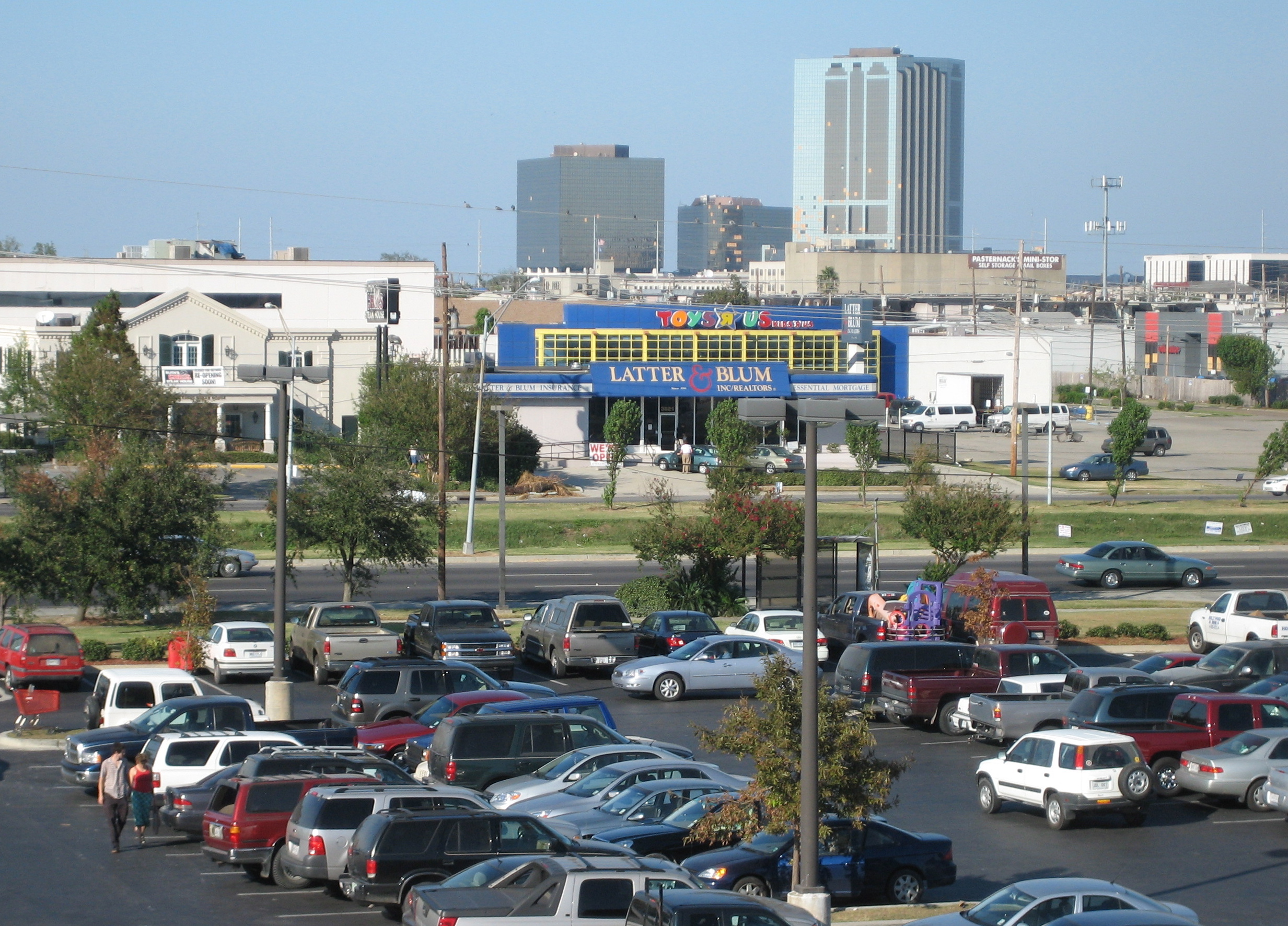
メテリー 人口143,507人
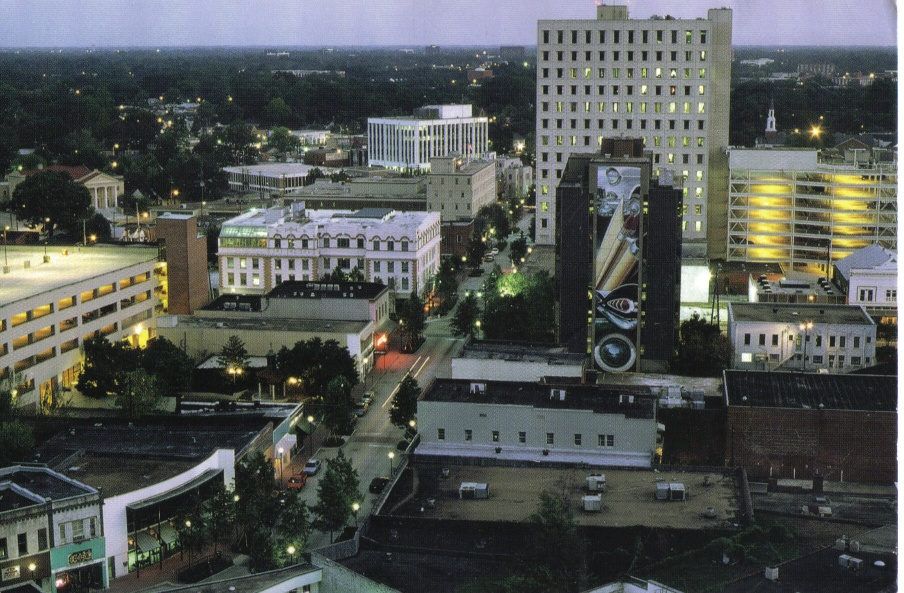
ラファイエット 人口121,374人
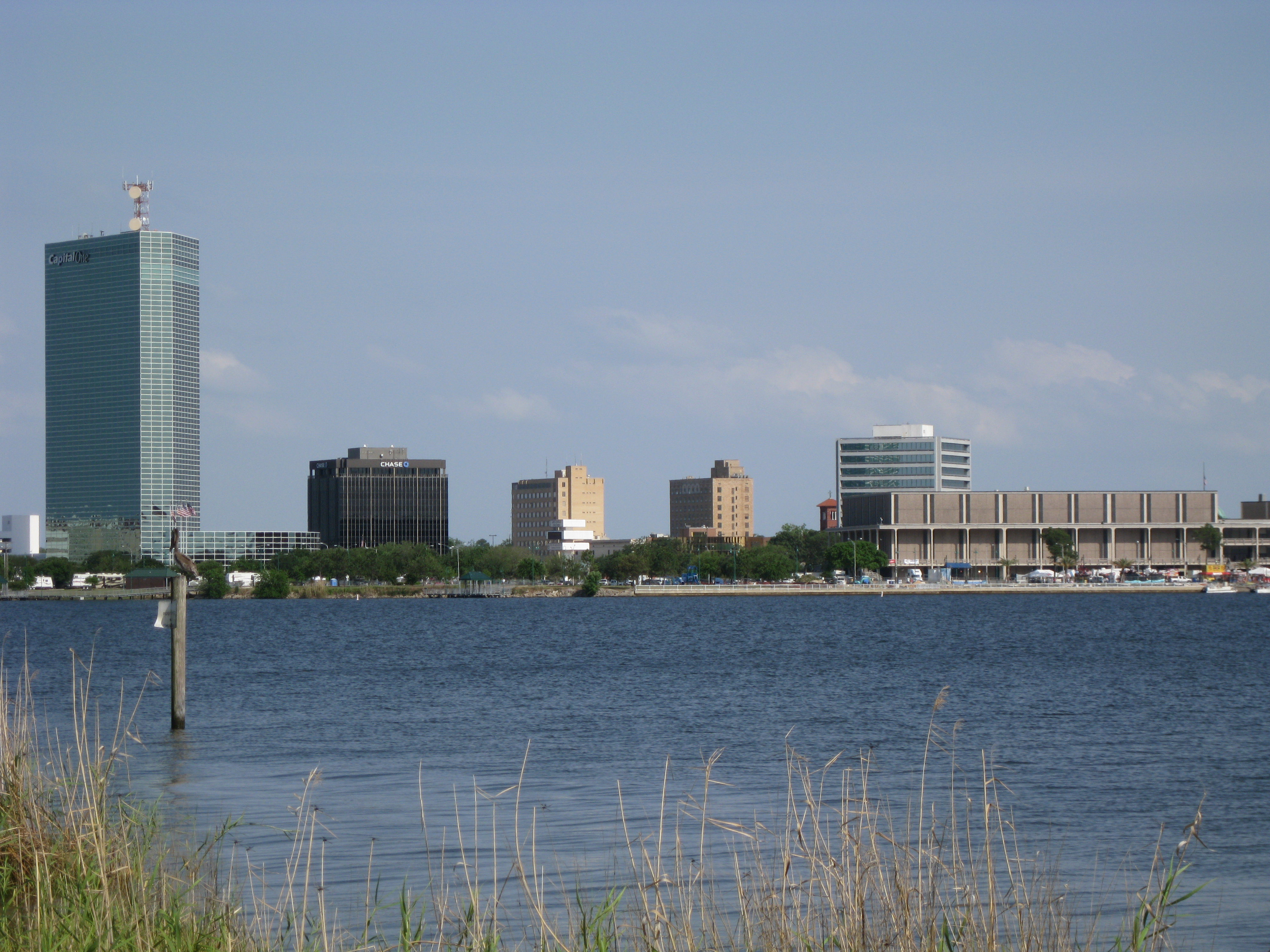
レイクチャールズ 人口84,872人
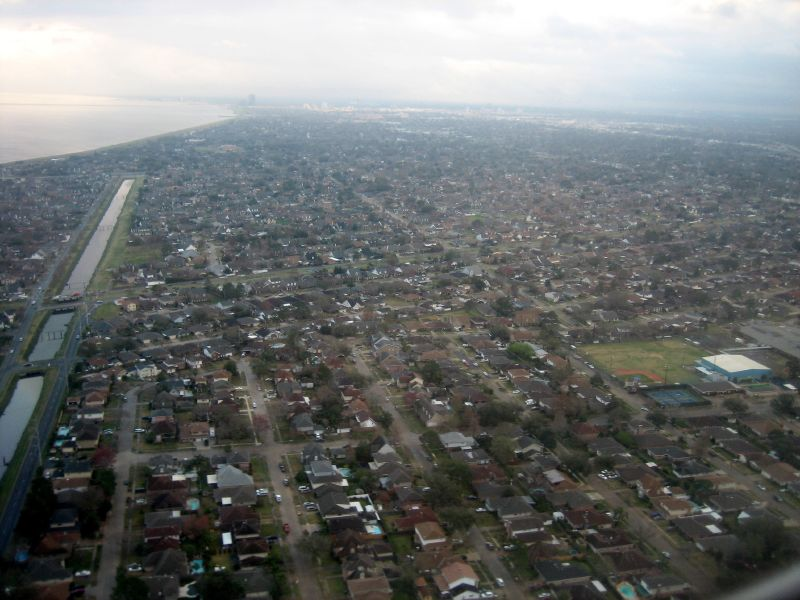
ケナー 人口66,448人
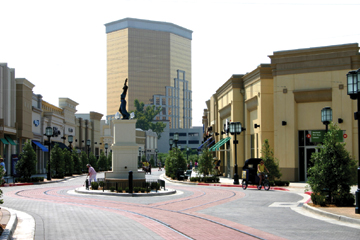
ボージャーシティ 人口62,701人
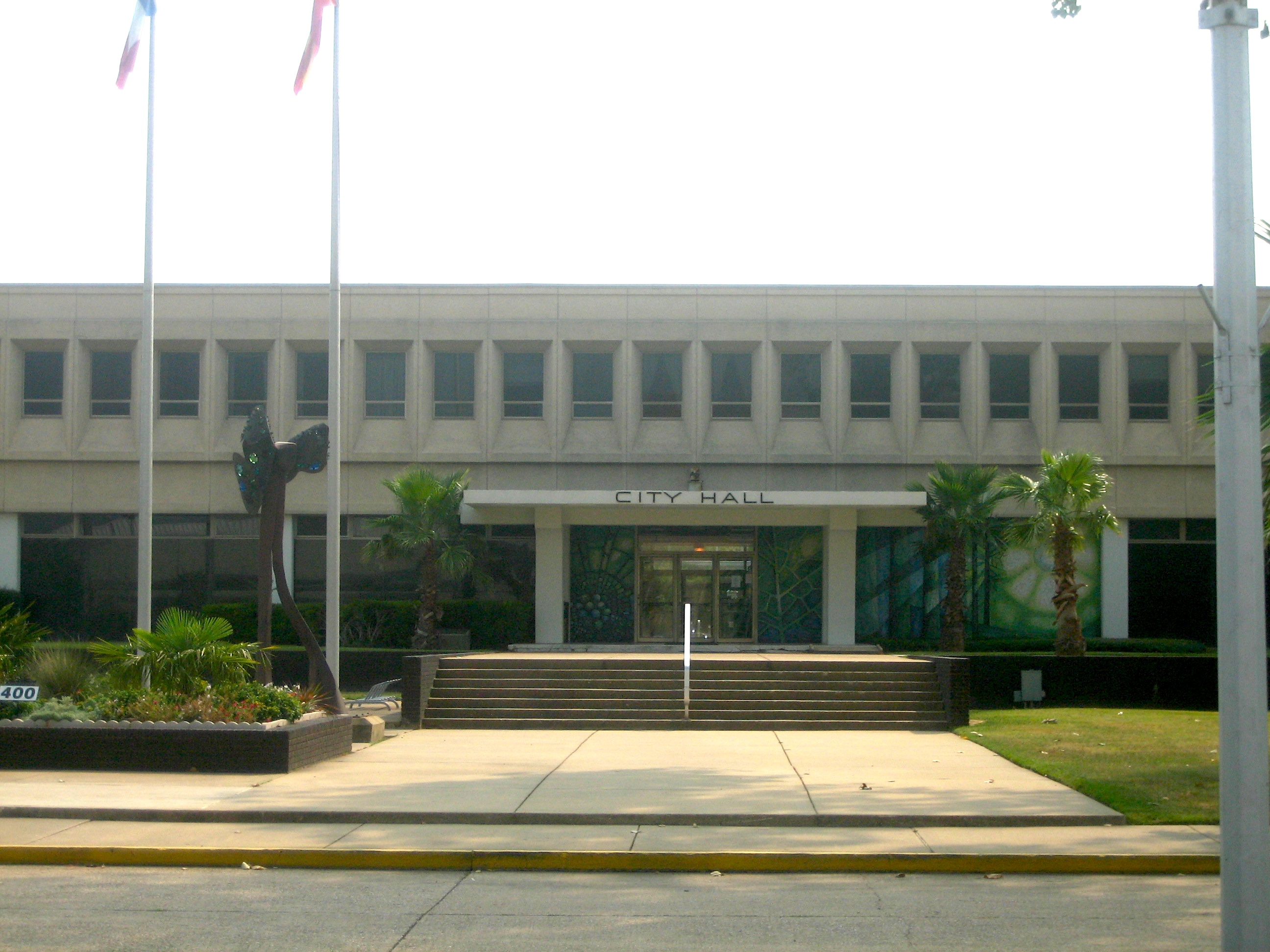
モンロー 人口47,702人
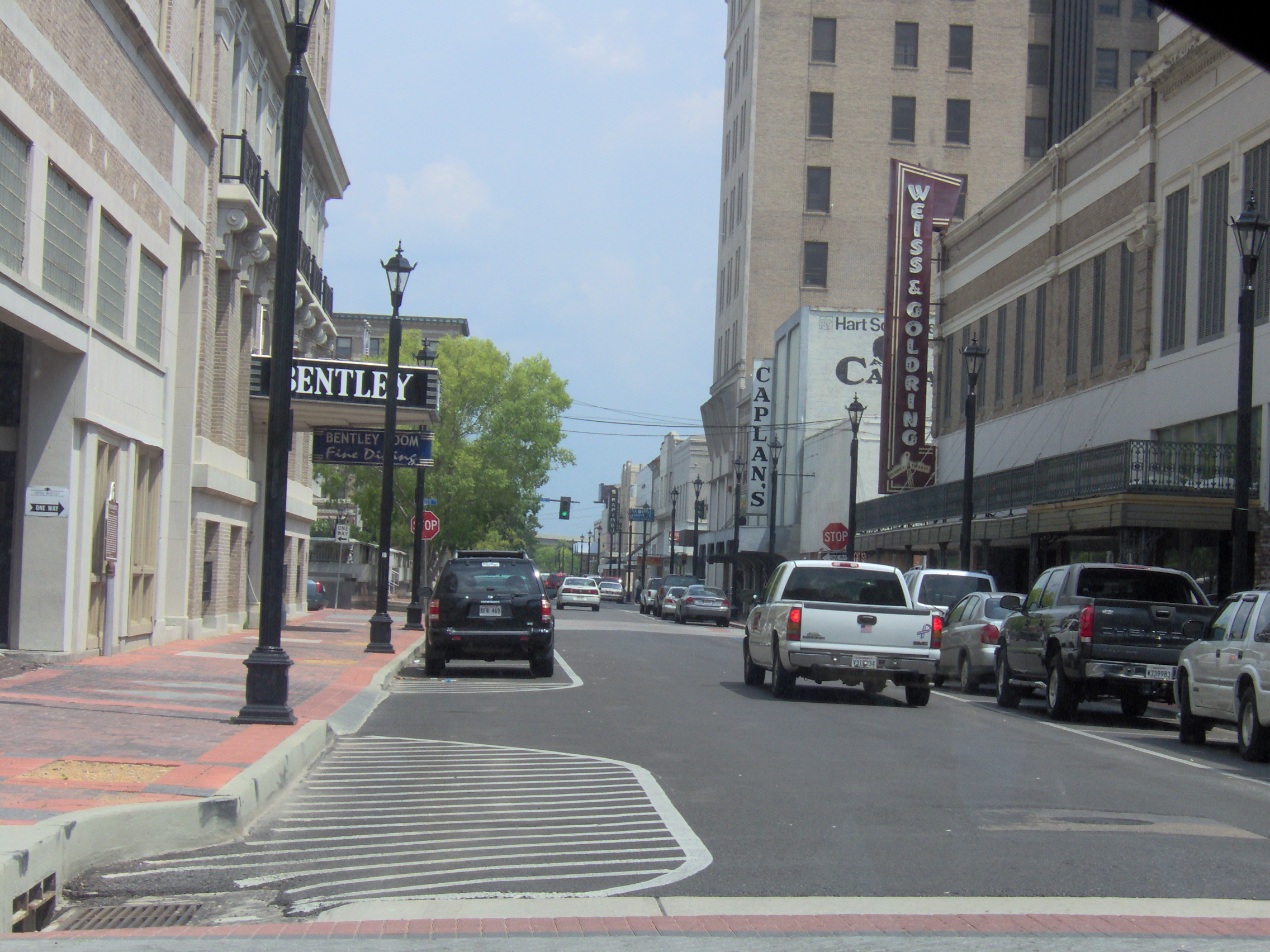
アレクサンドリア 人口45,275人

### ルイジアナ州内の豊かな上位10地区
一人当たり収入 による順位
1. Mound：$92,200 (2000年国勢調査で、人口12人)
2. オークヒルズプレイス：$34,944
3. エルムウッド：$34,329
4. イーデンアイル：$31,798
5. ギリアム：$30,264
6. シェナンドーア：$29,722
7. ウエストミンスター：$28,087
8. リバーリッジ：$27,088
9. プリアン：$26,537
10. マンデビル：$26,420

参照：ルイジアナ州の一人当たり収入による場所の一覧（英文）

## 政治と法律

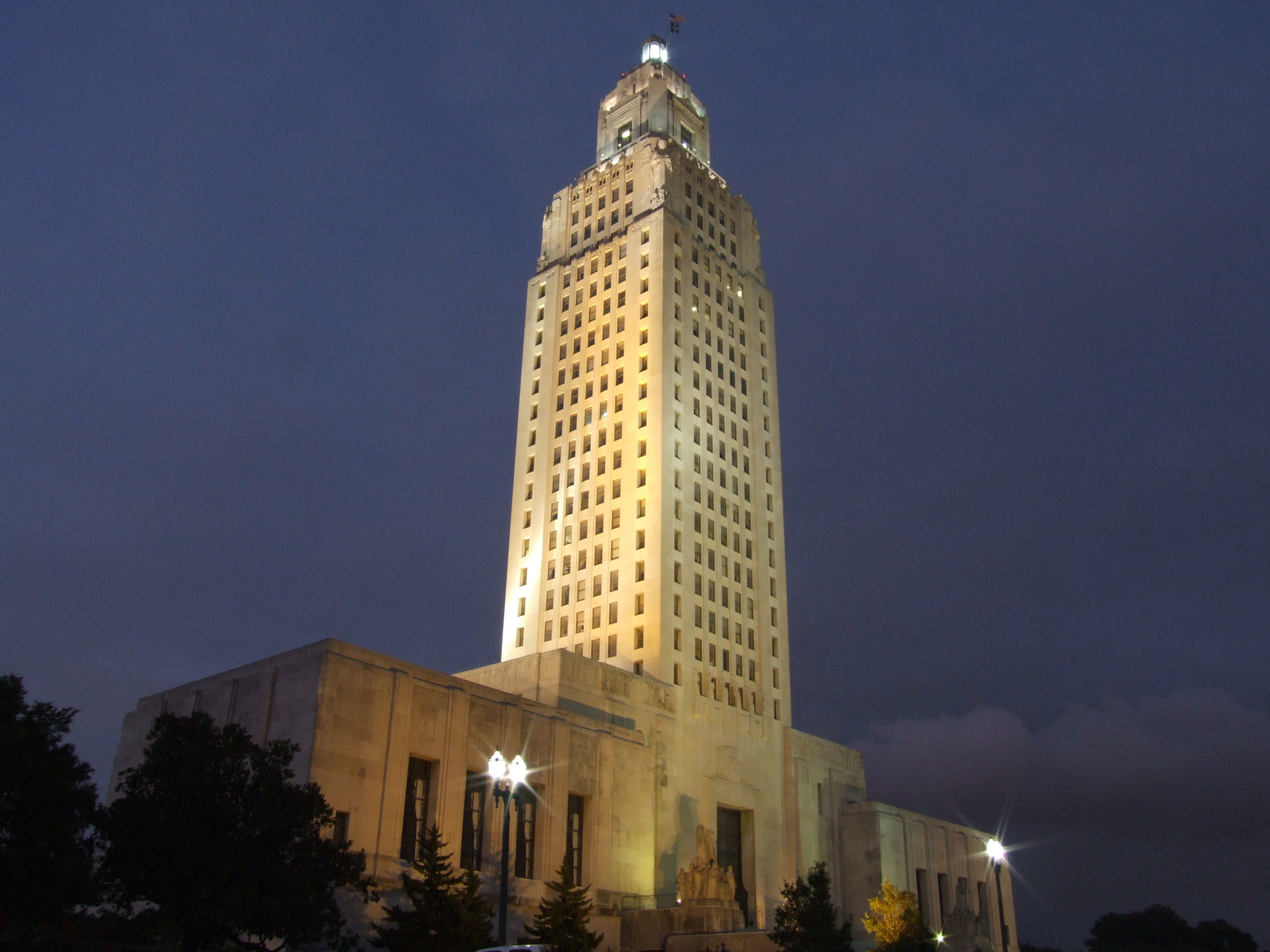
ルイジアナ州会議事堂

1849年にルイジアナ州は州都をニューオーリンズからバトンルージュに移した。他にもドナルドソンビル、オペルーサスおよびシュリーブポートが短期間州都だったことがある。ルイジアナ州会議事堂とルイジアナ州知事公邸はどちらも現在バトンルージュ市内にある。
2024年時点のルイジアナ州知事は共和党のジェフ・ランドリーである。アメリカ合衆国上院議員は現在共和党の2人である。アメリカ合衆国下院には6人の議員を送っており、内訳は共和党5人、民主党1人である。大統領選挙の選挙人数は8人である。近年は共和党支持色が強いので、国政選挙では接戦にならない。

### 大陸法
ルイジアナ州の政治と法の体系は、フランスとスペインが統治していた時代から幾つかの要素を残している。一つは州の下の小区分として「カウンティ」ではなく「パリッシュ」を使っていることである。もう一つは、フランス、ドイツ、スペインの法典、究極的にはローマ法に基づく大陸法を採用しており、イギリスのコモン・ローとは異なっている。コモン・ローは判例に基づいて裁判官が作った法であり、アメリカ合衆国の中では他の49州が採用している基本的な考え方である。ルイジアナ州の民法体系は世界の、特にヨーロッパ諸国とその旧植民地の大半が採用しているものであり、イギリス帝国から派生した国が例外になっている。しかし、ルイジアナ州の民法典とナポレオン法典を同等と見るのは正しくない。ナポレオン法典はルイジアナ州の法に強い影響を与えたのは事実だが、ナポレオン法典が成立したのは1804年のことであり、ルイジアナ買収の1803年よりは後なので、ルイジアナ州で執行されたことはなかった。1808年ルイジアナ州法典がその執行以降に継続的に改訂され更新されながら、州内の支配根拠と考えられている。ルイジアナ州の民法と他州のコモン・ローとの間には異同が存在している。これら異同の幾つかは、伝統あるコモン・ローの強い影響力で埋められてきたが、「大陸法的」伝統がルイジアナ州の私法の大半の側面に深く根付いていることに注目すべきである。このために財産、契約、法人、多くの民事訴訟、家族法、また刑法の幾つかの側面は、伝統的なローマ法の考え方に基づいている。統一商事法典のような模範法典はルイジアナ州を含め合衆国内大半の州で採用されており、帰納的なコモン・ローに対して演繹的な要素である大陸法的思考法に基づいている。大陸法的伝統において、立法府は従うべき一般原則に先験的に合意する。一組の事実が判事の前に示された場合、判事は法と個々の事実とを比較することで判決を演繹する。対照的に、成文法という形を採らないために純粋に歴史的な形態では存在しないコモン・ローは、ある事件で判事の前に示される新しいパターンに、他の判事が下した判断を適用することで生み出されてきた。その結果、イギリスの判事は立法権限者に拘束されないのが伝統だった。タイムズ＝ピカユーンに拠れば、ルイジアナ州には営利目的あるいは保安官所有刑務所が多くあるために、世界の刑務所首都となっている。ルイジアナ州の収監率はイランの5倍、中国の13倍、ドイツの20倍である。

### 結婚
1997年、ルイジアナ州は、伝統的な結婚と契約による結婚を選択できるようにした最初の州になった。契約結婚では、結婚する二人が、伝統的結婚では認められる別居後6か月で「過失無し」離婚を行う権利を放棄する。契約結婚での離婚は、二人がその原因を明示しなければならない。尊属と卑属の結婚および四親等以内の傍系親族間（例えば兄弟、叔母と甥、叔父と姪、いとこ同士）の結婚は禁じられている。同性結婚も禁じられている。ルイジアナ州は夫婦共有財産を採用する州である。

### 選挙
1898年から1965年、ルイジアナ州は新しい憲法条項で、アフリカ系アメリカ人と無産階級白人の選挙権を実質的に剥奪し、白人民主党のエリートが支配する事実上一党独裁の州だった。その後白人の選挙権は幾らか拡大されたが、公民権運動の結果として1965年選挙権法が成立するまで黒人には選挙権が無かった。黒人は何度も抵抗行動を起こしたが、人種隔離、暴力と抑圧の下に取り残され、1910年から1970年まで続いた大移住の時代に北部や西部の工業化された都市でのより良い機会を求めたので、州内の黒人比率は減り続けた。1960年代以降、リンドン・B・ジョンソン大統領の下で公民権法が成立して選挙権と公民権が守られるようになると、州内のアフリカ系アメリカ人の大半は民主党を支持した。同じころに多くの保守系白人は、国政選挙や知事選挙で共和党候補を支持するようになった。2004年、デイヴィッド・ヴィッターがルイジアナ州では初めて一般選挙で選ばれた共和党上院議員になった。それ以前、1868年に上院議員になった共和党のジョン・S・ハリスは州議会によって選ばれていた。
ルイジアナ州は、現代フランスの選挙に似た仕組みを州や地方レベルの選挙で採用していることで、合衆国内でも特徴がある。所属する党派によらず全ての候補者は選挙日に向けて無党派包括予備選挙（ジャングル予備選挙とも呼ばれる）に出馬する。投票総数の50%以上を獲得した候補者がいなかった場合、得票率の高い方から2人の候補者が、約1か月後に行われる決選投票に臨む。この決選投票は所属政党を問わない。よって、民主党員同士、あるいは共和党員同士が決選投票に臨むこともよくある話である。連邦議員選挙もジャングル予備選挙で行われる。ワシントン州以外の他州は全て政党での予備選挙の後に、党候補による一般選挙が行われる。それぞれの選挙は最多得票制あるいは決選投票制で合衆国上下議員あるいは州の役人を選んでいる。2008年から2010年、アメリカ合衆国下院議員の選挙が限定予備選挙、すなわち登録済み党員の候補者間で行われた。しかし、下院法案292号が成立し、連邦議員の選挙には再度無党派包括予備選挙を採用することになった。

### 法の執行
ルイジアナ州全体の警察組織はルイジアナ州警察である。州警察は1922年にハイウェイ・コミッションを創設したときに発足した。1927年、2番目の部署として刑事捜査局が作られた。1932年、州ハイウェイ・パトロールが武器の携行を認められた。
1936年7月28日、2つの警察組織が統合されて、ルイジアナ州警察庁となり、そのモットーは「礼儀、忠誠、奉仕」となった。1942年、この部局が廃止され、ルイジアナ州警察と呼ばれる公衆安全庁の1部門になった。1988年、刑事捜査局が再編成された。その組織員は、市や郡の条例を含め州内全ての法律を執行する権限がある。毎年1,200万マイル (2,000 万km) 以上をパトロールし、約10,000人の違反運転者を逮捕している。州警察はおもに交通取り締まりが任務であり、交通安全、薬物規制、賭博監視には別の部門がある。
各郡の保安官が郡内の警察組織の長である。郡レベル刑務所の管理者であり、重罪や軽罪の囚人を収容している。保安官は刑事パトロールを主任務とし、刑事であれ民事であれ第一通報先である。また郡内では公式の収税官でもある。
保安官はそれぞれの郡内で法を執行する任務がある。オーリンズ郡は例外であり、ここではニューオーリンズ警察署がその任務を担当している。2010年以前、オーリンズ郡は2つの保安官事務所があることで、唯一の郡だった。オーリンズ郡は刑事と民事で保安官の任務を分け、別々に選挙で選ばれた保安官2人がそれぞれを担当していた。2006年、この2つの部門を1つに統合する法案が成立し、1人の保安官が刑事も民事も担当するようになった。
郡の大半はポリス・ジュアリーと呼ぶ郡政委員会が統治している。64郡のうち18郡は自治憲章の下で異なる統治形態を採用している。統治組織は郡予算を監督し、郡の維持サービスを遂行している。これには道路の保守など地方レベルのサービスが含まれている。
2010年、州内の殺人犯罪率が国内最大となり（人口10万人あたり11.2件）、これで1989年から22年連続第一位となった。FBI統一犯罪報告書の統計によれば、この期間の平均殺人犯罪率でも人口10万人あたり14.5件と、国内平均（同6.9件）の2倍以上になっている。「シカゴ・トリビューン」は、ルイジアナ州が最も汚職の多い州だとも報告している。

### 州軍
州内にはルイジアナ州陸軍9,000名以上がおり、第225工兵旅団や第256歩兵旅団が含まれている。これらの部隊はイラクかアフガニスタン、あるいはその双方に海外派兵された。ルイジアナ州空軍は2,000名の兵士と第159戦闘機大隊がおり、同様に海外派兵されたことがある。訓練基地としては、パインビルに近いキャンプ・ボーリガード、スライデルに近いキャンプ・ビレリー、ミンデンに近いキャンプ・ミンデン、アレクサンドリアに近いイングランド・エアパーク（元はイングランド空軍基地）、カービルに近いジリス・ロングセンター、およびニューオーリンズ市内のジャクソン・バラックスがある。

## 経済
ルイジアナ州の2010年の総州生産高は2,136億米ドルであり、国内の州では第24位だった。一人当たりの収入はアメリカ合衆国内で41番目になる、30,952米ドルだった。
ルイジアナ州の主要な農業生産品は海産物（世界の約90%を供給する最大のザリガニ産地である）、綿、大豆、牛、サトウキビ、家禽及び鶏卵、乳製品、そして米が含まれる。産業生産品は化学製品、石油及び石炭製品、食品加工、輸送設備、紙製品、並びに観光業が含まれる。海産物産業は推計16,000人を雇用している。製造業としては化学製品、石油・石炭製品、加工食品、輸送機器および紙製品がある。特にニューオーリンズ周辺では観光業も重要な経済要素である。
ミシシッピ川のニューオーリンズとバトンルージュの間にある南ルイジアナ港は、西半球最大の積出港であり、世界では第4位、かつばら積み貨物では世界最大である。
ニューオーリンズ、シュリーブポートおよびバトンルージュは映画産業も盛んである。州の優遇税制策や積極的な宣伝によって映画産業が躍進してきた。2007年後半と2008年前半、総面積300,000平方フィート (28,000 m2) 映画スタジオの開設がトレメで予定され、最新式の設備や訓練設備も予定されていた。アメリカ合衆国最大級の辛口ソース生産者となったマックルヘニー社のタバスコ・ソースは、エイヴァリー島での創業である。
州内の所得税は2%から6%までの3段階である。消費税は4%であり、このうち3.97%は州の消費税、0.03%は観光推進地区消費税である。収税に加えて地方レベルで消費税を加算する場合がある。使用税はその4%が歳入省から地方政府に配分されている。資産税は地方レベルで評価され、徴収される。ルイジアナ州は多額の補助金を受けている州であり、連邦政府に払った1ドルにつき1,44ドルが州のために還元されている。
ルイジアナ州の経済では観光業と文化事業が重要な役割を果たしており、年間52億米ドルを売り上げている。毎年秋にニューオーリンズ・モリアルコンベンションセンターで開催される世界文化経済フォーラムなど、州内では多くの文化行事が開催されている。
2010年時点で州内の失業率は7.4%だった。アフリカ系アメリカ人の失業率は白人の3倍に近い。

### 連邦補助金と使い道
ルイジアナ州の納税者は全国平均よりも多くの補助金を受け取っている。2005年には、合衆国政府に納税した1ドルにつき1,78ドルが州のために還元された。これは国内第4位の高さであり、1995年には1.35ドルだったので増加してきている。隣接州では、テキサス州が0.94ドル、アーカンソー州が1.41ドル、ミシシッピ州が高くて2.02ドルだった。ルイジアナ州の補助金が多いのはハリケーン・カトリーナからの復興のためである。

### エネルギー

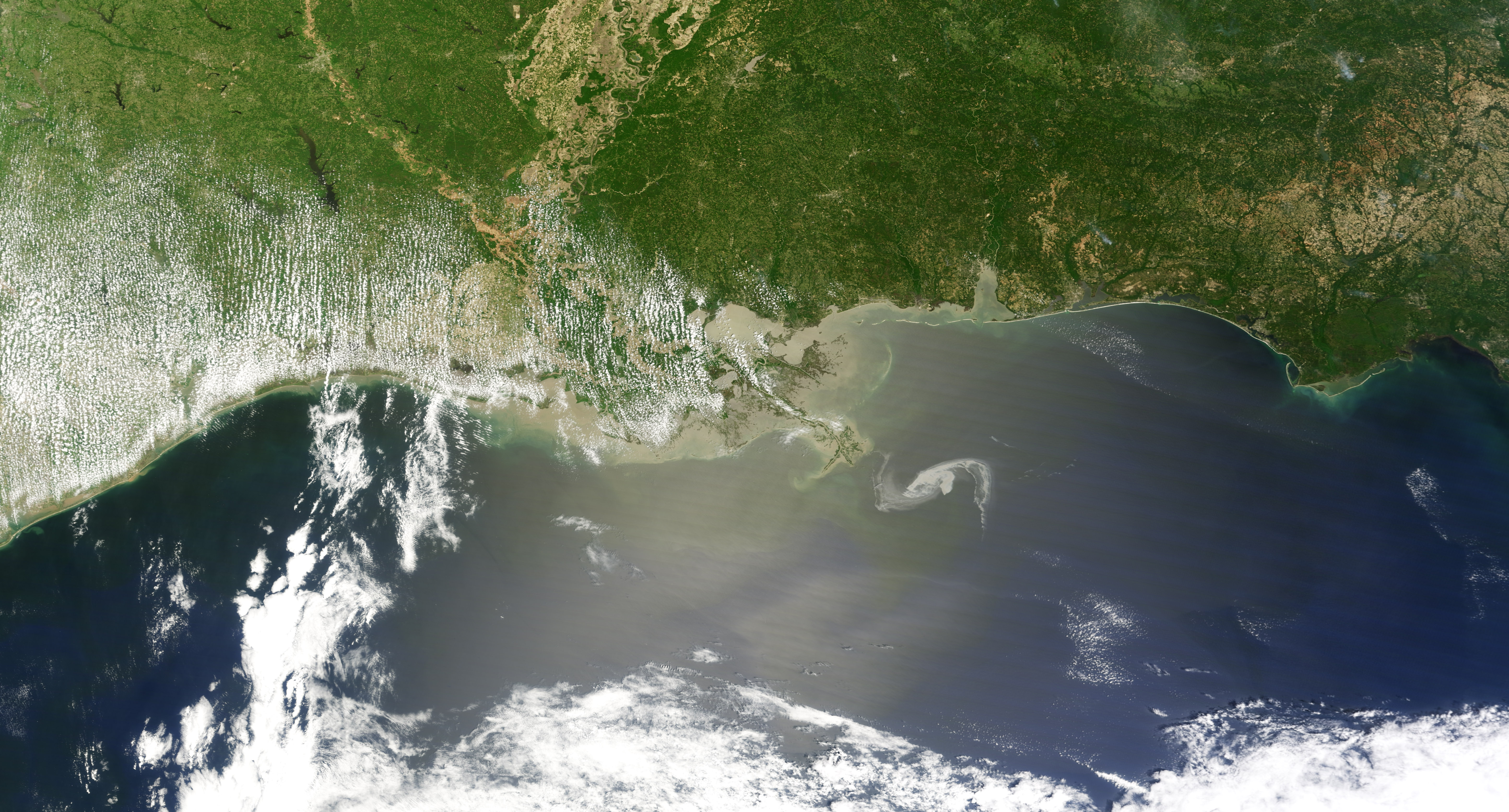
ルイジアナ海岸沖の流出石油、2010年4月30日撮影。ディープウォーター・ホライズン石油流出事故はアメリカ史の中でも最大の環境汚染事故と見なされている

ルイジアナ州は石油と天然ガスの資源が豊富である。その埋蔵量は陸地および州領域に入る海面下で豊富に発見されている。さらに合衆国政府が管理するメキシコ湾の大陸棚でも大量の埋蔵量が確認されている。エネルギー情報局に拠れば、メキシコ湾大陸棚は合衆国内でも最大の石油生産地域になっている。メキシコ湾大陸棚を除けば、ルイジアナ州は石油生産量で国内第4位であり、石油埋蔵量では約2%となっている。アメリカ合衆国の石油生産はその3分の1が沖合からで、その80%はルイジアナ州の深海から生産されている。石油産業が州民約58,000人を雇用している。
天然ガスの埋蔵量は国内の約5%である。最近カドー郡など8郡に跨るヘインズビル層・オイルシェールが発見され、世界でも第4位のガス田になった。当初毎日2,500万立方フィート (708,000 m3) 以上のガスを生産した。
ルイジアナ州は世界でも初めて水中に油井を掘った場所である。州内北西隅のカドー湖がその場所である。石油・ガス産業、さらにそれに関連する輸送業や石油精製業は1940年以降、ルイジアナ州の経済を支配してきた。1950年からは、合衆国政府がルイジアナ州から水面下の土地の権利を奪おうとして、内務省が何度か訴訟を起こしてきた。これらは大量の石油・ガス埋蔵量を制御しようというものである。
1970年代に石油・ガスが好況となったときに、ルイジアナ州の経済も好況になった。過去半世紀にわたってルイジアナ州の経済と政治は石油・ガス産業の影響を除いては理解できない。1980年代以降、これら産業の本社がヒューストンに固まってきたが、操業のための仕事、あるいはメキシコ湾大陸棚への物流を支援する仕事は州内に留まっている。

### 交通
2011年3月、ルイジアナ州はアメリカ合衆国の州の中で、ゴミ処理の悪さでケンタッキー州に続いて第2位となった。州全体で公共スペース（主に道路とそれに付随するゴミ処理）の清浄度と清掃効率の悪さが指摘された。
ルイジアナ州交通開発省が公共輸送、道路、橋、運河、堤防、氾濫原管理、港湾設備、商用車、69の空港を含む航空を維持管理している州の組織である。

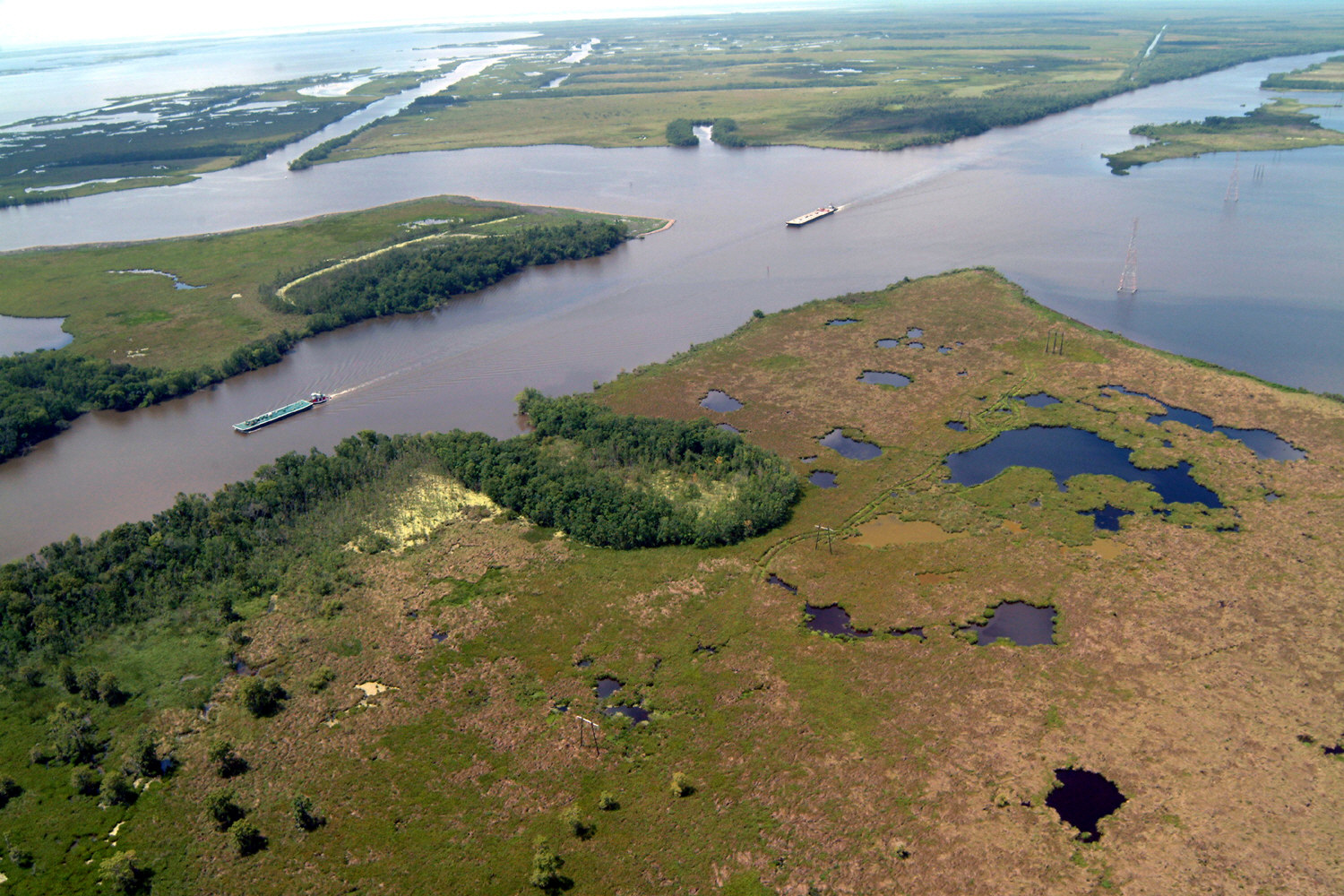
ニューオーリンズ市に近い湾岸水路

| - 州間高速道路10号線 - 州間高速道路12号線 - 州間高速道路20号線 - 州間高速道路49号線 - 州間高速道路55号線 - 州間高速道路59号線 - 州間高速道路110号線 - 州間高速道路210号線 - 州間高速道路220号線 - 州間高速道路310号線 - 州間高速道路510号線 - 州間高速道路610号線 - 州間高速道路910号線 |

| - アメリカ国道11号線 - アメリカ国道51号線 - アメリカ国道61号線 - アメリカ国道63号線 - アメリカ国道65号線 - アメリカ国道71号線 - アメリカ国道79号線 - アメリカ国道80号線 - アメリカ国道84号線 - アメリカ国道90号線 - アメリカ国道165号線 | - アメリカ国道167号線 - アメリカ国道171号線 - アメリカ国道190号線 - アメリカ国道371号線 - アメリカ国道425号線 |

沿岸内水路は石油や石油製品、農産物、建材などの製品を運ぶための重要な手段である。

## 教育
学校のための参照：w:List of school districts in Louisiana

### 単科及び総合大学
| - w:Centenary College of Louisiana - ディラード大学 - Louisiana College - ルイジアナ州立大学システム - ルイジアナ州立大学アレキサンドリア校 - ルイジアナ州立大学 (バトンルージュ、本部キャンパス) - ルイジアナ州立大学ユーニス校 - ルイジアナ州立大学シュリーブポート校 - ニューオーリンズ大学 - ロヨラ大学ニューオーリンズ校 - Our Lady of Holy Cross College - Our Lady of the Lake College - w:Southern University System - w:Southern University (バトンルージュ、本部キャンパス) - Southern University New Orleans | - テュレーン大学 - ルイジアナ大学システム - グランブリング州立大学 - ルイジアナ大学モンロー校 - ルイジアナ大学ラファイエット校 - ルイジアナ工科大学 - マクニーズ州立大学 - w:Nicholls State University - w:Northwestern State University - w:Southeastern Louisiana University - ザビエル大学ルイジアナ校 - w:Clayton University(discussion) |

## スポーツ・イベント

### プロスポーツチーム

#### フットボール
- NFL
  - ニューオーリンズ・セインツ
- アリーナフットボールリーグ
  - w:New Orleans VooDoo
- 他のフットボールリーグ
  - New Orleans Spice - NWFL
  - w:Southwest Louisiana Swashbucklers (Lake Charles) - NIFL
  - w:Bossier-Shreveport Battle Wings - w:AF2
- セミプロ・フットボールチーム
  - Baton Rouge Riverboat Bandits - SAFL
  - Lake Charles RiverKats - SAFL
  - Minden RoughRiders - SAFL
  - Lafayette Bayou Bulls - SAFL
  - Ruston Rage - SAFL
  - Shreveport Steamers - SAFL
  - Greater New Orleans Gladiators - SAFL
  - Hammond Headhunters - SAFL
  - Louisiana Houma Blazing Bulldogs - SAFL
  - Central Louisiana Warriors - SAFL
  - Slidell Steelsharks - SAFL
- 現存しないチーム
  - Shreveport Bombers - IPFL
  - Louisiana Bayou Beast - IPFL

#### 野球
- マイナーリーグ野球チーム
  - ニューオーリンズ・ゼファーズ
  - w:Shreveport Sports
  - w:Alexandria Aces
  - Baton Rouge River Bats
  - Houma Hawks
  - w:New Orleans Pelicans (1887年 - 1959年)
  - New Orleans Creoles (Negro League) (dates?)
- アメリカン・アソシエーション（独立リーグ）
  - シュリーブポート・ボージャー・キャプテンズ

#### バスケットボール
- NBA：
  - ニューオーリンズ・ジャズ (1974年) チームはソルトレイクシティへ移動し1979年にユタ・ジャズとなる。
  - シャーロット・ホーネッツは2002年にニューオーリンズ市へ移動した。- 現在ニューオーリンズ・ペリカンズとして知られる。
- ABA：
  - ニューオーリンズ・バッカニアーズは1970年にメンフィスへ移動しメンフィス・プロズとなる。

#### ホッケー
- マイナーリーグホッケー
  - w:New Orleans Brass (1997年 - 2003年) - ECHL
  - w:Louisiana IceGators - ECHL
  - w:Bossier-Shreveport Mudbugs - CHL

#### ラグビー
- MLR:
  - ニューオーリンズ・ゴールド

#### イベント
- シュガーボウル
- マルディグラ

## その他

### ルイジアナ州出身者
（ラスト・ネイムの五十音順）
- ジョー・アドコック - 野球選手
- メル・オット - 野球選手 (アメリカ野球殿堂表彰者)
- アンディ・シーツ - 野球選手
- ケニー・ウェイン・シェパード - ミュージシャン
- ベン・シーツ - 野球選手
- ラスティ・スタウブ - 野球選手
- ブリトニー・スピアーズ - 芸能人、歌手
- ラス・スプリンガー - 野球選手
- フレディ・スペンサー - モーターサイクルロードレース世界選手権チャンピオン
- リー・スミス - 野球選手
- レジー・スミス - 野球選手
- ビル・ディッキー - 野球選手・監督 (アメリカ野球殿堂表彰者)
- アラン・トゥーサン - R&Bミュージシャン
- リー・ドーシー - R&Bミュージシャン
- ドクター・ジョン - ミュージシャン
- チャック・フィンリー - 野球選手
- マーシャル・フォーク - アメリカンフットボール選手
- ウィラード・ブラウン - 野球選手 (アメリカ野球殿堂表彰者)
- テリー・ブラッドショー - アメリカンフットボール選手
- ヴァイダ・ブルー（バイダ・ブルー） - 野球選手
- ダック・プレスコット - アメリカンフットボール選手
- プロフェッサー・ロングヘア - R&Bミュージシャン
- スコット・ベイカー - 野球選手
- アンディ・ペティット - 野球選手
- ダスティン・ポイエー ｰ UFCファイター
- カルヴィン・ボレル - 騎手
- ジェリー・マギー - ザ・ベンチャーズのギタリスト
- ベン・マクドナルド - 1989年のMLBドラフトの全体1位指名選手。ルイジアナ州立大学出身
- イーライ・マニング - アメリカンフットボール選手
- ペイトン・マニング - アメリカンフットボール選手
- テッド・ライオンズ - 野球選手・監督 (アメリカ野球殿堂表彰者)
- アーロン・ループ - 野球選手
- ライトニン・スリム - ブルース・ミュージシャン
- リトル・ウォルター - ブルース・ミュージシャン
- ジャレッド・レト - 俳優
- イアン・サマーホルダー - 俳優

### 州の象徴など
- 州の鳥 - カッショクペリカン
- 州の花 - タイサンボク
- 州の野草 - ルイジアナアヤメ
- 州の木 - ラクウショウ
- 州の果実 - イチゴ
- 州の野菜 - サツマイモ
- 州の野菜植物 - クレオールトマト
- 州の甲殻類 - ザリガニ
- 州の昆虫 - セイヨウミツバチ
- 州の両生類 - アメリカアマガエル
- 州の魚 - ホワイトパーチ
- 州のは虫類 - アメリカアリゲーター
- 州の哺乳類 - アメリカクロクマ
- 州の犬 - カタフーラ・レパード・ドッグ
- 州の化石 - パルモキシロン
- 州の宝石 - 瑪瑙
- 州の料理 - ガンボ
- 州のミートパイ - ナケテシュミートパイ
- 州のジェリー - メイホージェリーとルイジアナサトウキビジェリー
- 州の飲料 - 牛乳
- 州の色 - 青、白、金
- 州の楽器 - ダイアトニック（ケイジャン）・アコーディオン
- 州のモットー - 統一、正義、そして自信（"Union, Justice, and Confidence"）
- 州の公式スローガン - 「来てもう一度ルイジアナと恋に落ちよう」（"Come fall in Love with Louisiana all over again."）
- 州の歌 - ユー・アー・マイ・サンシャインとギブ・ミー・ルイジアナ
- 州の環境歌 - ザ・ギフツ・オブ・アース
- 州の行進曲 - ルイジアナ・マイ・ホーム・スイート・ホーム
- 州のタータン - ルイジアナタータン

### 日本の姉妹都市
- (島根県松江市) - (ニューオーリンズ市)

### 地質
- Geology
  - Generalized Geologic Map of Louisiana, 2008
  - Generalized Geology of Louisiana (text to Generalized Geologic Map of Louisiana)
  - Loess Map of Louisiana
  - Other Louisiana Geological Maps
  - Louisiana Geofacts

### 州政府
- Louisiana State Databases – Annotated list of searchable databases produced by Louisiana state agencies and compiled by the Government Documents Roundtable of the American Library Association.
- Census Statistics on Louisiana

### アメリカ合衆国政府
- Energy Profile for Louisiana
- USDA Louisiana Statistical Facts
- USGS real-time, geographic, and other scientific resources of Louisiana

### メディア
- The Times-Picayune major Louisiana newspaper
- WWL-TV Louisiana television station

### 生態系
- Ecoregions of Louisiana
- Ecoregions of the Mississippi Alluvial Plain

### 土壌調査
- Louisiana Online Soil Survey Manuscripts

### 観光
- Louisiana Office of Tourism （英語）
- Official site of the New Orleans Convention & Tourism Bureau
- Official site of New Orleans Plantation Country tourism
- ルイジアナ州に関連する地理データ - オープンストリートマップ
- 地図 - Google マップ